# Grande Fratello VIP (settima edizione)
La settima edizione del reality show Grande Fratello VIP è andata in onda in diretta in prima serata su Canale 5 dal 19 settembre 2022 al 3 aprile 2023. È durata 197 giorni, ed è stata condotta per il quarto anno consecutivo da Alfonso Signorini, affiancato dalle opinioniste Orietta Berti e Sonia Bruganelli (sostituita da Soleil Sorge e Pierpaolo Pretelli nella venticinquesima puntata del 26 dicembre 2022 e nella ventiseiesima puntata del 2 gennaio 2023), e da Giulia Salemi in qualità di inviata social.
Le vicende dei concorrenti sono state trasmesse da Canale 5 in prima serata con un doppio appuntamento settimanale al lunedì e al giovedì (ad eccezione della ventunesima puntata del 10 dicembre e della ventitreesima puntata del 17 dicembre 2022, che per la prima volta nella storia del Grande Fratello sono state trasmesse di sabato), mentre la trasmissione delle strisce quotidiane nel day-time è stata affidata a Canale 5 e ad Italia 1 dal lunedì al venerdì. Inoltre la diretta è stata visibile su La5 in due fasce orarie, su Mediaset Extra e in streaming su Mediaset Infinity. Come nell'edizione precedente, negli ultimi minuti del day-time in onda su Canale 5 Alfonso Signorini si è collegato in diretta dallo studio del programma ogni volta che veniva trasmessa la puntata serale per anticipare i temi della puntata.
Con una durata di 197 giorni, pari a circa sei mesi e mezzo, si tratta dell'edizione più lunga del Grande Fratello VIP, nonché la più lunga, insieme alla diciassettesima e alla diciottesima edizione del franchise di Grande Fratello, superando i 183 giorni dell'edizione precedente e del Grande Fratello 11. Come accade sin dalla quinta edizione, i concorrenti hanno trascorso le festività di Natale, di Capodanno e dell'Epifania all'interno della casa, in quanto il programma ha coperto la stagione televisiva autunno-primavera dell'emittente Mediaset.
Come già accaduto per il GF16 e al GFVIP4, anche in questa edizione durante l'ultima settimana i concorrenti in casa sono stati sette, di cui sono stati decretati ufficialmente finalisti in sei, seconda volta nella storia del programma dopo il GFVIP4.
I concorrenti rimasti più a lungo all'interno della casa, nella storia del Grande Fratello, sono stati Nikita Pelizon e Alberto De Pisis, i quali hanno superato i 183 giorni dell'edizione precedente: Nikita e Alberto hanno soggiornato per l'intera durata del programma di 197 giorni. 
Gli Highlights di ogni puntata sono stati generalmente accompagnati da un remix del brano My Head & My Heart di Ava Max.
È stata anche l'unica edizione del Grande Fratello VIP in cui la vittoria si è contesa tra due donne, Nikita Pelizon e Oriana Marzoli.
L'edizione è stata vinta da Nikita Pelizon.
Questa edizione è stata al centro di numerose polemiche a causa dei comportamenti di alcuni concorrenti all'interno della casa, fattore che ha portato alla cancellazione di una puntata serale sulla piattaforma Mediaset Infinity (quella del 2 marzo 2023), alla modifica delle linee guida da rispettare (il che portò all’espulsione di Edoardo Donnamaria e Daniele Dal Moro) e alla cancellazione effettiva del format, che dall’anno successivo ha perso la dicitura VIP, ripristinando una sorta di ritorno alle origini del programma con la partecipazione di persone non famose.

## La casa
La casa è situata a Cinecittà e come nelle edizioni precedenti è caratterizzata da un grande salone (in questa edizione ampliato ulteriormente), da due confessionali con la poltrona dorata e da tre stanze speciali: la Stanza Super Led, la Mystery Room, la Baita / il Loft (luogo dove hanno pernottato gli ospiti, durante la loro permanenza) e la Stanza delle bambole (un luogo ristretto con il soffitto basso).

## Concorrenti
L'età dei concorrenti si riferisce al momento dell'ingresso nella casa.
| Concorrente          | Età     | Professione                            | Luogo di nascita        | Stato                |
| -------------------- | ------- | -------------------------------------- | ----------------------- | -------------------- |
| Nikita Pelizon       | 28 anni | Modella, influencer                    | Trieste                 | Vincitrice           |
| Oriana Marzoli       | 30 anni | Influencer, personaggio TV             | Caracas                 | Seconda classificata |
| Alberto De Pisis     | 32 anni | Influencer, opinionista TV             | Milano                  | Terzo classificato   |
| Sofia Giaele De Donà | 23 anni | Modella, imprenditrice                 | Conegliano              | Quarta classificata  |
| Edoardo Tavassi      | 38 anni | Videomaker, doppiatore                 | Roma                    | Quinto classificato  |
| Micol Incorvaia      | 29 anni | Influencer, fashion designer           | Pordenone               | Sesta classificata   |
| Milena Miconi        | 50 anni | Attrice, ex modella                    | Roma                    | Eliminata            |
| Luca Onestini        | 29 anni | Modello, personaggio TV                | Castel San Pietro Terme | Eliminato            |
| Andrea Maestrelli    | 24 anni | Ex calciatore, modello                 | Roma                    | Eliminato            |
| Antonella Fiordelisi | 24 anni | Influencer, modella, ex schermitrice   | Salerno                 | Eliminata            |
| Daniele Dal Moro     | 32 anni | Modello, personaggio TV                | Verona                  | Espulso              |
| Davide Donadei       | 27 anni | Ristoratore, personaggio TV            | Parabita                | Eliminato            |
| Edoardo Donnamaria   | 29 anni | Conduttore radiofonico, personaggio TV | Roma                    | Espulso              |
| Sarah Altobello      | 34 anni | Showgirl, personaggio TV               | Modugno                 | Eliminata            |
| Nicole Murgia        | 29 anni | Attrice, modella                       | Roma                    | Eliminata            |
| Antonino Spinalbese  | 27 anni | Parrucchiere, fotografo                | Torre del Greco         | Eliminato            |
| Attilio Romita       | 69 anni | Giornalista, conduttore TV             | Bari                    | Eliminato            |
| George Ciupilan      | 20 anni | Influencer, personaggio TV             | Huși                    | Eliminato            |
| Wilma Goich          | 76 anni | Cantante                               | Cairo Montenotte        | Eliminata            |
| Dana Saber           | 29 anni | Modella                                | Rabat                   | Eliminata            |
| Patrizia Rossetti    | 63 anni | Conduttrice TV                         | Montaione               | Ritirata             |
| Luca Salatino        | 30 anni | Cuoco, personaggio TV                  | Roma                    | Ritirato             |
| Charlie Gnocchi      | 59 anni | Conduttore radiofonico, pittore        | Fidenza                 | Eliminato            |
| Riccardo Fogli       | 75 anni | Cantautore                             | Pontedera               | Espulso              |
| Luciano Punzo        | 28 anni | Modello, personaggio TV                | San Giorgio a Cremano   | Eliminato            |
| Pamela Prati         | 63 anni | Showgirl, attrice                      | Ozieri                  | Eliminata            |
| Carolina Marconi     | 44 anni | Attrice, showgirl                      | Caracas                 | Eliminata            |
| Elenoire Ferruzzi    | 46 anni | Cantante, showgirl, influencer         | Cittiglio               | Eliminata            |
| Amaurys Pérez        | 46 anni | Ex pallanuotista                       | Camagüey                | Eliminato            |
| Cristina Quaranta    | 50 anni | Showgirl, conduttrice TV               | Roma                    | Eliminata            |
| Gegia                | 63 anni | Cantante, attrice, comica              | Galatina                | Eliminata            |
| Sara Manfuso         | 38 anni | Opinionista TV, ex modella             | Cassino                 | Ritirata             |
| Giovanni Ciacci      | 51 anni | Stilista, personaggio TV               | Siena                   | Eliminato            |
| Ginevra Lamborghini  | 29 anni | Cantante, influencer                   | Bologna                 | Espulsa              |
| Marco Bellavia       | 57 anni | Conduttore TV, attore                  | Milano                  | Ritirato             |

### Ospiti nella casa
| Ospite              | Permanenza     | Professione                | Luogo di nascita  |
| ------------------- | -------------- | -------------------------- | ----------------- |
| Ginevra Lamborghini | Giorni 85-92   | Cantante, influencer       | Bologna           |
| Carla Dal Ponte     | Giorni 92-94   | Tata                       | Cortina d'Ampezzo |
| Ivana Mrázová       | Giorni 141-165 | Modella, personaggio TV    | Vimperk           |
| Martina Nasoni      | Giorni 141-165 | Tatuatrice, personaggio TV | Terni             |
| Matteo Diamante     | Giorni 141-165 | Modello, personaggio TV    | Genova            |

## Tabella delle nomination
Legenda
     Concorrente salvato/a e immune dalle nomination
     Concorrente in nomination
     Concorrente salvato/a
     Concorrente in nomination per provvedimento disciplinare
     Concorrente per rendere immune
     Concorrente non salvato/a in una catena di salvataggio
     Concorrente eliminato/a, rientra in gioco grazie al biglietto di ritorno
     Concorrente direttamente in nomination
     Concorrente candidato alla finale
     Concorrente finalista

|                                 | Settimana 1     | Settimana 1                    | Settimana 1                    | Settimana 2                                   | Settimana 2                                   | Settimana 2                                                | Settimana 2                                                | Settimana 3                      | Settimana 3                                                 | Settimana 3                                                 | Settimana 4                         | Settimana 4                         | Settimana 4                              | Settimana 4                              | Settimana 5                                     | Settimana 5                                     | Settimana 5                             | Settimana 5                             | Settimana 6                                 | Settimana 6                                 | Settimana 6                        | Settimana 6                        | Settimana 7                     | Settimana 7                     | Settimana 7                 | Settimana 7                 | Settimana 8                 | Settimana 8                 | Settimana 8                   | Settimana 8                   | Settimana 9                                          | Settimana 10                | Settimana 10                | Settimana 11            | Settimana 11            | Settimana 12                 | Settimana 12                 | Settimana 12                | Settimana 12                | Settimana 13                      | Settimana 13                      | Settimana 13                                   | Settimana 13                                   | Settimana 14                     | Settimana 14                     | Settimana 15              | Settimana 15              | Settimana 16                     | Settimana 16                     | Settimana 17                   | Settimana 17                   | Settimana 18                             | Settimana 18                             | Settimana 19                                 | Settimana 19                                 | Settimana 20                          | Settimana 20                          | Settimana 21                            | Settimana 21                            | Settimana 21                                                 | Settimana 21                                                 | Settimana 22                     | Settimana 22                     | Settimana 22                                | Settimana 22                                | Settimana 23                    | Settimana 23                    | Settimana 23                                         | Settimana 23                                         | Settimana 24                           | Settimana 24                           | Settimana 24                                        | Settimana 24                                        | Settimana 25                                           | Settimana 25                                           | Settimana 25                                           | Settimana 25                       | Settimana 25                       | Settimana 26                                          | Settimana 26                                          | Settimana 26                          | Settimana 26                          | Settimana 26                          | Settimana 27                                  | Settimana 27                                  | Settimana 28                    | Settimana 28                    | Settimana 28                    | Settimana 28                    | Ultima settimana                                                | Ultima settimana                                                | Ultima settimana                                                | Numero totale di nomination |
| Giorno 1                        | Giorno 4        | Giorno 4                       | Giorno 8                       | Giorno 8                                      | Giorno 11                                     | Giorno 11                                                  | Giorno 15                                                  | Giorno 18                        | Giorno 18                                                   | Giorno 22                                                   | Giorno 22                           | Giorno 25                           | Giorno 25                                | Giorno 29                                | Giorno 29                                       | Giorno 32                                       | Giorno 32                               | Giorno 36                               | Giorno 36                                   | Giorno 39                                   | Giorno 39                          | Giorno 43                          | Giorno 43                       | Giorno 46                       | Giorno 46                   | Giorno 50                   | Giorno 50                   | Giorno 53                   | Giorno 53                     | Giorno 57                     | Giorno 64                                            | Giorno 64                   | Giorno 71                   | Giorno 71               | Giorno 78               | Giorno 78                    | Giorno 83                    | Giorno 83                   | Giorno 85                   | Giorno 85                         | Giorno 90                         | Giorno 90                                      | Giorno 92                                      | Giorno 92                        | Giorno 99                        | Giorno 99                 | Giorno 106                | Giorno 106                       | Giorno 113                       | Giorno 113                     | Giorno 120                     | Giorno 120                               | Giorno 127                               | Giorno 127                                   | Giorno 134                                   | Giorno 134                            | Giorno 141                            | Giorno 141                              | Giorno 144                              | Giorno 144                                                   | Giorno 148                                                   | Giorno 148                       | Giorno 151                       | Giorno 151                                  | Giorno 155                                  | Giorno 155                      | Giorno 158                      | Giorno 158                                           | Giorno 162                                           | Giorno 162                             | Giorno 165                             | Giorno 165                                          | Giorno 169                                          | Giorno 169                                             | Giorno 169                                             | Giorno 172                                             | Giorno 172                         | Giorno 176                         | Giorno 176                                            | Giorno 179                                            | Giorno 179                            | Giorno 179                            | Giorno 183                            | Giorno 183                                    | Giorno 190                                    | Giorno 190                      | Giorno 190                      | Giorno 190                      | Giorno 197                      | Giorno 197                                                      | Giorno 197                                                      |                                                                 | Numero totale di nomination |
| ------------------------------- | --------------- | ------------------------------ | ------------------------------ | --------------------------------------------- | --------------------------------------------- | ---------------------------------------------------------- | ---------------------------------------------------------- | -------------------------------- | ----------------------------------------------------------- | ----------------------------------------------------------- | ----------------------------------- | ----------------------------------- | ---------------------------------------- | ---------------------------------------- | ----------------------------------------------- | ----------------------------------------------- | --------------------------------------- | --------------------------------------- | ------------------------------------------- | ------------------------------------------- | ---------------------------------- | ---------------------------------- | ------------------------------- | ------------------------------- | --------------------------- | --------------------------- | --------------------------- | --------------------------- | ----------------------------- | ----------------------------- | ---------------------------------------------------- | --------------------------- | --------------------------- | ----------------------- | ----------------------- | ---------------------------- | ---------------------------- | --------------------------- | --------------------------- | --------------------------------- | --------------------------------- | ---------------------------------------------- | ---------------------------------------------- | -------------------------------- | -------------------------------- | ------------------------- | ------------------------- | -------------------------------- | -------------------------------- | ------------------------------ | ------------------------------ | ---------------------------------------- | ---------------------------------------- | -------------------------------------------- | -------------------------------------------- | ------------------------------------- | ------------------------------------- | --------------------------------------- | --------------------------------------- | ------------------------------------------------------------ | ------------------------------------------------------------ | -------------------------------- | -------------------------------- | ------------------------------------------- | ------------------------------------------- | ------------------------------- | ------------------------------- | ---------------------------------------------------- | ---------------------------------------------------- | -------------------------------------- | -------------------------------------- | --------------------------------------------------- | --------------------------------------------------- | ------------------------------------------------------ | ------------------------------------------------------ | ------------------------------------------------------ | ---------------------------------- | ---------------------------------- | ----------------------------------------------------- | ----------------------------------------------------- | ------------------------------------- | ------------------------------------- | ------------------------------------- | --------------------------------------------- | --------------------------------------------- | ------------------------------- | ------------------------------- | ------------------------------- | ------------------------------- | --------------------------------------------------------------- | --------------------------------------------------------------- | --------------------------------------------------------------- | --------------------------- |
| Preferiti/e della casa          | Nessuno         | Nessuno                        | Nessuno                        | Nessuno                                       | Nessuno                                       | Antonino Carolina Charlie Daniele Gegia Ginevra Luca Wilma | Antonino Carolina Charlie Daniele Gegia Ginevra Luca Wilma | Nessuno                          | Carolina Charlie Cristina Daniele Elenoire Luca             | Carolina Charlie Cristina Daniele Elenoire Luca             | Carolina Daniele Elenoire George    | Carolina Daniele Elenoire George    | Carolina Daniele Elenoire Patrizia Wilma | Carolina Daniele Elenoire Patrizia Wilma | Daniele Elenoire Luca Wilma                     | Daniele Elenoire Luca Wilma                     | Antonino Charlie Daniele George Wilma   | Antonino Charlie Daniele George Wilma   | Antonella Charlie Daniele Luca Nikita Wilma | Antonella Charlie Daniele Luca Nikita Wilma | Attilio Luca Patrizia Wilma        | Attilio Luca Patrizia Wilma        | Attilio Luca Wilma              | Attilio Luca Wilma              | Antonino Charlie Luca       | Antonino Charlie Luca       | Antonino Charlie Luca Wilma | Antonino Charlie Luca Wilma | Antonella Daniele Luca        | Antonella Daniele Luca        | Nessuno                                              | Nessuno                     | Nessuno                     | Daniele Luca Onestini   | Daniele Luca Onestini   | Antonino Luca                | Antonino Luca                | Onestini                    | Onestini                    | Antonino Nikita Onestini Patrizia | Antonino Nikita Onestini Patrizia | Luca Onestini Tavassi                          | Luca Onestini Tavassi                          | Daniele Nikita Onestini Patrizia | Daniele Nikita Onestini Patrizia | Daniele Onestini Tavassi  | Daniele Onestini Tavassi  | Antonella Daniele Micol Onestini | Antonella Daniele Micol Onestini | Antonella Davide Micol Tavassi | Antonella Davide Micol Tavassi | Antonino Attilio Davide Onestini         | Antonino Attilio Davide Onestini         | Andrea Attilio Daniele Davide Micol Onestini | Andrea Attilio Daniele Davide Micol Onestini | Daniele Onestini Oriana Sarah Tavassi | Daniele Onestini Oriana Sarah Tavassi | Davide Giaele Oriana Tavassi            | Davide Giaele Oriana Tavassi            | Andrea Sarah Tavassi                                         | Andrea Sarah Tavassi                                         | Davide Micol Tavassi             | Davide Micol Tavassi             | Edoardo Micol Tavassi                       | Edoardo Micol Tavassi                       | Davide Oriana Tavassi           | Davide Oriana Tavassi           | Nessuno                                              | Nessuno                                              | Nessuno                                | Nessuno                                | Nessuno                                             | Nessuno                                             | Nessuno                                                | Nessuno                                                | Nessuno                                                | Nessuno                            | Nessuno                            | Nessuno                                               | Nessuno                                               | Nessuno                               | Nessuno                               | Nessuno                               | Nessuno                                       | Nessuno                                       | Nessuno                         | Nessuno                         | Nessuno                         | Nessuno                         | Nessuno                                                         | Nessuno                                                         | Nessuno                                                         | Numero totale di nomination |
| Preferito/a del pubblico        | Nessuno         | Nessuno                        | Nessuno                        | Nessuno                                       | Nessuno                                       | Antonella                                                  | Antonella                                                  | Nessuno                          | Nessuno                                                     | Nessuno                                                     | Antonella                           | Antonella                           | Nessuno                                  | Nessuno                                  | Nikita                                          | Nikita                                          | Nessuno                                 | Nessuno                                 | Edoardo                                     | Edoardo                                     | Nessuno                            | Nessuno                            | Nikita                          | Nikita                          | Nessuno                     | Nessuno                     | Nikita                      | Nikita                      | Nessuno                       | Nessuno                       | Nessuno                                              | Tavassi                     | Tavassi                     | Nikita Tavassi          | Nikita Tavassi          | Nessuno                      | Nessuno                      | Daniele                     | Daniele                     | Nessuno                           | Nessuno                           | Daniele                                        | Daniele                                        | Nessuno                          | Nessuno                          | Antonella                 | Antonella                 | Nessuno                          | Nessuno                          | Oriana                         | Oriana                         | Nessuno                                  | Nessuno                                  | Nessuno                                      | Nessuno                                      | Nessuno                               | Nessuno                               | Alberto                                 | Alberto                                 | Alberto                                                      | Alberto                                                      | Nessuno                          | Nessuno                          | Oriana                                      | Oriana                                      | Nessuno                         | Nessuno                         | Nessuno                                              | Nessuno                                              | Nessuno                                | Nessuno                                | Nessuno                                             | Nessuno                                             | Nessuno                                                | Nessuno                                                | Nessuno                                                | Nessuno                            | Nessuno                            | Nessuno                                               | Nessuno                                               | Nessuno                               | Nessuno                               | Nessuno                               | Nessuno                                       | Nessuno                                       | Nessuno                         | Nessuno                         | Nessuno                         | Nessuno                         | Nessuno                                                         | Nessuno                                                         | Nessuno                                                         | Numero totale di nomination |
| Preferiti/e di Sonia Bruganelli | Nessuno         | Nessuno                        | Nessuno                        | Nessuno                                       | Nessuno                                       | Patrizia                                                   | Patrizia                                                   | Nessuno                          | Nikita                                                      | Nikita                                                      | Patrizia                            | Patrizia                            | Charlie                                  | Charlie                                  | Edoardo                                         | Edoardo                                         | Patrizia                                | Patrizia                                | Patrizia                                    | Patrizia                                    | Edoardo                            | Edoardo                            | Charlie                         | Charlie                         | Antonella                   | Antonella                   | Patrizia                    | Patrizia                    | Antonino                      | Antonino                      | Nessuno                                              | Nessuno                     | Nessuno                     | Antonino                | Antonino                | Nessuno                      | Nessuno                      | Antonino                    | Antonino                    | Antonella                         | Antonella                         | Antonella                                      | Antonella                                      | Attilio                          | Attilio                          | Patrizia                  | Patrizia                  | Nikita                           | Nikita                           | Attilio                        | Attilio                        | Antonella                                | Antonella                                | Antonella                                    | Antonella                                    | Attilio                               | Attilio                               | Antonella                               | Antonella                               | Antonella                                                    | Antonella                                                    | Daniele                          | Daniele                          | Antonella                                   | Antonella                                   | Edoardo                         | Edoardo                         | Nessuno                                              | Nessuno                                              | Nessuno                                | Nessuno                                | Nessuno                                             | Nessuno                                             | Nessuno                                                | Nessuno                                                | Nessuno                                                | Nessuno                            | Nessuno                            | Nessuno                                               | Nessuno                                               | Nessuno                               | Nessuno                               | Nessuno                               | Nessuno                                       | Nessuno                                       | Nessuno                         | Nessuno                         | Nessuno                         | Nessuno                         | Nessuno                                                         | Nessuno                                                         | Nessuno                                                         | Numero totale di nomination |
| Preferiti/e di Orietta Berti    | Nessuno         | Nessuno                        | Nessuno                        | Nessuno                                       | Nessuno                                       | Elenoire                                                   | Elenoire                                                   | Nessuno                          | Amaurys                                                     | Amaurys                                                     | Luca                                | Luca                                | Alberto                                  | Alberto                                  | Charlie                                         | Charlie                                         | Alberto                                 | Alberto                                 | Patrizia                                    | Patrizia                                    | Giaele                             | Giaele                             | Giaele                          | Giaele                          | Giaele                      | Giaele                      | Patrizia                    | Patrizia                    | Giaele                        | Giaele                        | Nessuno                                              | Nessuno                     | Nessuno                     | Oriana                  | Oriana                  | Nessuno                      | Nessuno                      | Antonino                    | Antonino                    | Oriana                            | Oriana                            | Oriana                                         | Oriana                                         | Giaele                           | Giaele                           | Antonino                  | Antonino                  | Giaele                           | Giaele                           | Onestini                       | Onestini                       | Oriana                                   | Oriana                                   | Antonino                                     | Antonino                                     | Edoardo                               | Edoardo                               | Murgia                                  | Murgia                                  | Onestini                                                     | Onestini                                                     | Giaele                           | Giaele                           | Onestini                                    | Onestini                                    | Onestini                        | Onestini                        | Nessuno                                              | Nessuno                                              | Nessuno                                | Nessuno                                | Nessuno                                             | Nessuno                                             | Nessuno                                                | Nessuno                                                | Nessuno                                                | Nessuno                            | Nessuno                            | Nessuno                                               | Nessuno                                               | Nessuno                               | Nessuno                               | Nessuno                               | Nessuno                                       | Nessuno                                       | Nessuno                         | Nessuno                         | Nessuno                         | Nessuno                         | Nessuno                                                         | Nessuno                                                         | Nessuno                                                         | Numero totale di nomination |
|                                 |                 |                                |                                |                                               |                                               |                                                            |                                                            |                                  |                                                             |                                                             |                                     |                                     |                                          |                                          |                                                 |                                                 |                                         |                                         |                                             |                                             |                                    |                                    |                                 |                                 |                             |                             |                             |                             |                               |                               |                                                      |                             |                             |                         |                         |                              |                              |                             |                             |                                   |                                   |                                                |                                                |                                  |                                  |                           |                           |                                  |                                  |                                |                                |                                          |                                          |                                              |                                              |                                       |                                       |                                         |                                         |                                                              |                                                              |                                  |                                  |                                             |                                             |                                 |                                 |                                                      |                                                      |                                        |                                        |                                                     |                                                     |                                                        |                                                        |                                                        |                                    |                                    |                                                       |                                                       |                                       |                                       |                                       |                                               |                                               |                                 |                                 |                                 |                                 |                                                                 |                                                                 |                                                                 |                             |
| Nikita                          | Non votante     | Antonella                      | 0                              | Sara                                          | 2                                             | Sara                                                       | 1                                                          | Nomination cancellate            | Alberto                                                     | Alberto                                                     | Alberto                             | 3                                   | Antonino                                 | 3                                        | Cristina                                        | Cristina                                        | Giaele                                  | 0                                       | Elenoire                                    | Elenoire                                    | Pamela                             | 2                                  | Daniele                         | Daniele                         | Attilio                     | 3                           | Giaele                      | Giaele                      | Patrizia                      | 1                             | Antonino                                             | Salvata                     | Salvata                     | Patrizia                | Patrizia                | Alberto                      | Alberto                      | Attilio                     | Attilio                     | Attilio                           | Attilio                           | Antonino                                       | 0                                              | Antonella                        | Antonella                        | Giaele                    | 4                         | Oriana                           | Oriana                           | Wilma                          | 5                              | Alberto                                  | 2                                        | Oriana                                       | 5                                            | Alberto                               | 4                                     | Antonino                                | Antonino                                | Antonino                                                     | Antonino                                                     | Oriana                           | 3                                | Murgia                                      | Murgia                                      | Murgia                          | 4                               | Onestini                                             | 3                                                    | Tavassi                                | 3                                      | Micol                                               | 1                                                   | Davide                                                 | Giaele                                                 | 7                                                      | Andrea                             | 6                                  | Giaele                                                | 3                                                     | Salvata                               | Giaele                                | 4                                     | Andrea                                        | 1                                             | Alberto                         | 5                               | Alberto                         | In finale                       | Vincitrice (Giorno 197)                                         | Vincitrice (Giorno 197)                                         | Vincitrice (Giorno 197)                                         | 75                          |
| Oriana                          | Non in casa     | Non in casa                    | Non in casa                    | Non in casa                                   | Non in casa                                   | Non in casa                                                | Non in casa                                                | Non in casa                      | Non in casa                                                 | Non in casa                                                 | Non in casa                         | Non in casa                         | Non in casa                              | Non in casa                              | Non in casa                                     | Non in casa                                     | Non in casa                             | Non in casa                             | Non in casa                                 | Non in casa                                 | Non in casa                        | Non in casa                        | Non in casa                     | Non in casa                     | Non votante                 | Non votante                 | Non votante                 | Non votante                 | Non votante                   | Non votante                   | Micol                                                | Daniele                     | Daniele                     | Giaele                  | Giaele                  | Daniele                      | Daniele                      | Attilio                     | Attilio                     | Attilio                           | Attilio                           | Antonino                                       | Antonino                                       | Antonella                        | 2                                | Wilma                     | Wilma                     | Dana                             | 4                                | Nikita                         | Nikita                         | Nikita                                   | Nikita                                   | Nikita                                       | 6                                            | Davide                                | Davide                                | Antonino                                | Antonino                                | Davide                                                       | 2                                                            | Antonino                         | 4                                | Andrea                                      | Andrea                                      | Antonino                        | Antonino                        | Andrea                                               | 3                                                    | Davide                                 | 1                                      | Andrea                                              | 1                                                   | Tavassi                                                | Nikita                                                 | Nikita                                                 | Andrea                             | Andrea                             | Nikita                                                | Nikita                                                | In finale                             | Nikita                                | Nikita                                | Tavassi                                       | Tavassi                                       | Nikita                          | Nikita                          | In finale                       | In finale                       | Seconda classificata (Giorno 197)                               | Seconda classificata (Giorno 197)                               | Seconda classificata (Giorno 197)                               | 23                          |
| Alberto                         | Non votante     | Attilio                        | 3                              | Non in casa                                   | Non in casa                                   | Pamela                                                     | 0                                                          | Nomination cancellate            | Gegia                                                       | 1                                                           | Nikita                              | 2                                   | Nikita                                   | Nikita                                   | Giaele                                          | 2                                               | Amaurys                                 | Amaurys                                 | Pamela                                      | 0                                           | Pamela                             | 0                                  | Patrizia                        | 1                               | Daniele                     | 1                           | Daniele                     | 1                           | Charlie                       | 1                             | Non salvato                                          | Attilio Charlie             | 0                           | Non in casa             | Non in casa             | Daniele                      | 4                            | Attilio                     | 3                           | Daniele                           | 1                                 | Antonino                                       | 1                                              | Antonino                         | 0                                | Attilio                   | 0                         | Dana                             | 0                                | Wilma                          | 1                              | Milena                                   | 2                                        | Nikita                                       | 0                                            | Antonella                             | 2                                     | Daniele                                 | Daniele                                 | Daniele                                                      | Daniele                                                      | Nikita                           | 0                                | Daniele                                     | 0                                           | Nikita                          | 0                               | Antonella                                            | 0                                                    | Nikita                                 | 0                                      | Davide                                              | 0                                                   | Edoardo                                                | Davide                                                 | 1                                                      | Andrea                             | 0                                  | Giaele                                                | 0                                                     | Onestini                              | Andrea                                | 1                                     | Andrea                                        | 1                                             | Nikita                          | 1                               | Onestini                        | Nominato                        | Terzo classificato (Giorno 197)                                 | Terzo classificato (Giorno 197)                                 | Terzo classificato (Giorno 197)                                 | 31                          |
| Giaele                          | Non in casa     | Non votante                    | Non votante                    | Antonella                                     | 2                                             | Marco                                                      | 6                                                          | Nomination cancellate            | Gegia                                                       | 4                                                           | Wilma                               | 3                                   | Luca                                     | 3                                        | Cristina                                        | 6                                               | Carolina                                | 7                                       | Carolina                                    | 3                                           | Pamela                             | Pamela                             | Carolina                        | Carolina                        | Nikita                      | Nikita                      | George                      | 4                           | George                        | George                        | Daniele                                              | Salvata                     | Salvata                     | Patrizia                | 1                       | Charlie                      | Charlie                      | Luca                        | Luca                        | Sarah                             | 1                                 | Patrizia                                       | 2                                              | Antonella                        | Antonella                        | Nikita                    | 1                         | Dana                             | Dana                             | Nikita                         | 1                              | George                                   | 2                                        | Nikita                                       | 0                                            | Davide                                | 1                                     | Attilio                                 | Attilio                                 | Davide                                                       | 0                                                            | Antonella                        | Antonella                        | Sarah                                       | 1                                           | Antonella                       | 1                               | Antonella                                            | 2                                                    | Sarah                                  | 0                                      | Antonella                                           | 0                                                   | Onestini                                               | Nikita                                                 | 2                                                      | Nikita                             | 1                                  | Daniele                                               | 2                                                     | Tavassi                               | Nikita                                | 2                                     | Tavassi                                       | Tavassi                                       | Nikita                          | Nikita                          | In finale                       | In finale                       | Quarta classificata (Giorno 197)                                | Quarta classificata (Giorno 197)                                | Quarta classificata (Giorno 197)                                | 57                          |
| Tavassi                         | Non in casa     | Non in casa                    | Non in casa                    | Non in casa                                   | Non in casa                                   | Non in casa                                                | Non in casa                                                | Non in casa                      | Non in casa                                                 | Non in casa                                                 | Non in casa                         | Non in casa                         | Non in casa                              | Non in casa                              | Non in casa                                     | Non in casa                                     | Non in casa                             | Non in casa                             | Non in casa                                 | Non in casa                                 | Non in casa                        | Non in casa                        | Non in casa                     | Non in casa                     | Non votante                 | Non votante                 | Non votante                 | Non votante                 | Non votante                   | Non votante                   | Salvato                                              | Immune                      | Immune                      | Patrizia                | Patrizia                | Charlie                      | 1                            | George                      | 3                           | Sarah                             | 1                                 | George                                         | George                                         | Antonella                        | 1                                | Sarah                     | Sarah                     | Davide                           | 0                                | Sarah                          | Sarah                          | Sarah                                    | 1                                        | Sarah                                        | 0                                            | Nikita                                | Nikita                                | Attilio                                 | Attilio                                 | Davide                                                       | Davide                                                       | Antonella                        | Antonella                        | Sarah                                       | Sarah                                       | Antonella                       | Antonella                       | Antonella                                            | Antonella                                            | Antonella                              | 2                                      | Davide                                              | 2                                                   | Micol                                                  | Nikita                                                 | 0                                                      | Nikita                             | 0                                  | Nikita                                                | 0                                                     | Daniele                               | Nikita                                | 1                                     | Nikita                                        | 1                                             | Nikita                          | Nikita                          | In finale                       | In finale                       | Quinto classificato (Giorno 197)                                | Quinto classificato (Giorno 197)                                | Quinto classificato (Giorno 197)                                | 13                          |
| Micol                           | Non in casa     | Non in casa                    | Non in casa                    | Non in casa                                   | Non in casa                                   | Non in casa                                                | Non in casa                                                | Non in casa                      | Non in casa                                                 | Non in casa                                                 | Non in casa                         | Non in casa                         | Non in casa                              | Non in casa                              | Non in casa                                     | Non in casa                                     | Non in casa                             | Non in casa                             | Non in casa                                 | Non in casa                                 | Non in casa                        | Non in casa                        | Non in casa                     | Non in casa                     | Non votante                 | Non votante                 | Non votante                 | Non votante                 | Non votante                   | Non votante                   | Alberto                                              | Oriana                      | Oriana                      | Wilma                   | 3                       | Charlie                      | Charlie                      | Alberto                     | Alberto                     | Sarah                             | 1                                 | Charlie                                        | 1                                              | Antonella                        | 1                                | Sarah                     | 1                         | Davide                           | Davide                           | George                         | George                         | George                                   | 0                                        | George                                       | George                                       | Antonella                             | 1                                     | Attilio                                 | 1                                       | Davide                                                       | 1                                                            | Antonella                        | Antonella                        | Sarah                                       | Sarah                                       | Antonella                       | 2                               | Antonella                                            | Antonella                                            | Antonella                              | 1                                      | Antonella                                           | 1                                                   | Giaele                                                 | Nikita                                                 | 0                                                      | Nikita                             | 0                                  | Antonella                                             | 1                                                     | Alberto                               | Nikita                                | Nikita                                | Tavassi                                       | Tavassi                                       | Nikita                          | Nikita                          | In finale                       | In finale                       | Sesta classificata (Giorno 197)                                 | Sesta classificata (Giorno 197)                                 | Sesta classificata (Giorno 197)                                 | 15                          |
| Milena                          | Non in casa     | Non in casa                    | Non in casa                    | Non in casa                                   | Non in casa                                   | Non in casa                                                | Non in casa                                                | Non in casa                      | Non in casa                                                 | Non in casa                                                 | Non in casa                         | Non in casa                         | Non in casa                              | Non in casa                              | Non in casa                                     | Non in casa                                     | Non in casa                             | Non in casa                             | Non in casa                                 | Non in casa                                 | Non in casa                        | Non in casa                        | Non in casa                     | Non in casa                     | Non in casa                 | Non in casa                 | Non in casa                 | Non in casa                 | Non in casa                   | Non in casa                   | Non in casa                                          | Non in casa                 | Non in casa                 | Non in casa             | Non in casa             | Non in casa                  | Non in casa                  | Non in casa                 | Non in casa                 | Non votante                       | Non votante                       | Non votante                                    | Non votante                                    | Non votante                      | Non votante                      | Non votante               | Non votante               | Andrea                           | 1                                | Alberto                        | 0                              | Daniele                                  | 1                                        | Nikita                                       | 1                                            | Antonella                             | 0                                     | Non in casa                             | Non in casa                             | Non in casa                                                  | Non in casa                                                  | Antonino                         | 0                                | Antonino                                    | 0                                           | Giaele                          | 0                               | Oriana                                               | 0                                                    | Sarah                                  | 0                                      | Davide                                              | 0                                                   | Non salvata                                            | Onestini                                               | Onestini                                               | Nikita                             | 0                                  | Onestini                                              | 1                                                     | Nikita                                | Giaele                                | 2                                     | Onestini                                      | 1                                             | Onestini                        | 1                               | Salvata                         | Nominata                        | Eliminata (Giorno 197)                                          | Eliminata (Giorno 197)                                          | Eliminata (Giorno 197)                                          | 8                           |
| Onestini                        | Non in casa     | Non in casa                    | Non in casa                    | Non in casa                                   | Non in casa                                   | Non in casa                                                | Non in casa                                                | Non in casa                      | Non in casa                                                 | Non in casa                                                 | Non in casa                         | Non in casa                         | Non in casa                              | Non in casa                              | Non in casa                                     | Non in casa                                     | Non in casa                             | Non in casa                             | Non in casa                                 | Non in casa                                 | Non in casa                        | Non in casa                        | Non in casa                     | Non in casa                     | Non votante                 | Non votante                 | Non votante                 | Non votante                 | Non votante                   | Non votante                   | Attilio                                              | Attilio Charlie             | 2                           | Luciano                 | Luciano                 | Daniele                      | 0                            | Luca                        | Luca                        | Daniele                           | Daniele                           | Antonino                                       | Antonino                                       | Antonino                         | Antonino                         | Nikita                    | Nikita                    | Davide                           | Davide                           | Nikita                         | Nikita                         | Nikita                                   | Nikita                                   | Nikita                                       | Nikita                                       | Nikita                                | Nikita                                | Antonino                                | 2                                       | Antonino                                                     | Antonino                                                     | Nikita                           | 0                                | Antonino                                    | Antonino                                    | Antonella                       | Antonella                       | Nikita                                               | 1                                                    | Nikita                                 | 0                                      | Nikita                                              | 0                                                   | Alberto                                                | Nikita                                                 | 1                                                      | Nikita                             | 0                                  | Nikita                                                | 1                                                     | Giaele                                | Milena                                | 0                                     | Milena                                        | 1                                             | Milena                          | 1                               | Nominato                        | Eliminato (Giorno 190)          | Eliminato (Giorno 190)                                          | Eliminato (Giorno 190)                                          | Eliminato (Giorno 190)                                          | 8                           |
| Andrea                          | Non in casa     | Non in casa                    | Non in casa                    | Non in casa                                   | Non in casa                                   | Non in casa                                                | Non in casa                                                | Non in casa                      | Non in casa                                                 | Non in casa                                                 | Non in casa                         | Non in casa                         | Non in casa                              | Non in casa                              | Non in casa                                     | Non in casa                                     | Non in casa                             | Non in casa                             | Non in casa                                 | Non in casa                                 | Non in casa                        | Non in casa                        | Non in casa                     | Non in casa                     | Non in casa                 | Non in casa                 | Non in casa                 | Non in casa                 | Non in casa                   | Non in casa                   | Non in casa                                          | Non in casa                 | Non in casa                 | Non in casa             | Non in casa             | Non in casa                  | Non in casa                  | Non in casa                 | Non in casa                 | Non in casa                       | Non in casa                       | Non in casa                                    | Non in casa                                    | Non votante                      | Non votante                      | Non votante               | Non votante               | Murgia                           | 1                                | Murgia                         | 1                              | Sarah                                    | 0                                        | Oriana                                       | Oriana                                       | Nikita                                | 1                                     | Sarah                                   | 1                                       | Oriana                                                       | Oriana                                                       | Oriana                           | 1                                | Sarah                                       | 2                                           | Nikita                          | 0                               | Oriana                                               | 1                                                    | Oriana                                 | 0                                      | Oriana                                              | 1                                                   | Daniele                                                | Nikita                                                 | 0                                                      | Nikita                             | 3                                  | Non votante                                           | Non votante                                           | Milena                                | Alberto                               | 1                                     | Alberto                                       | 2                                             | Eliminato (Giorno 190)          | Eliminato (Giorno 190)          | Eliminato (Giorno 190)          | Eliminato (Giorno 190)          | Eliminato (Giorno 190)                                          | Eliminato (Giorno 190)                                          | Eliminato (Giorno 190)                                          | 15                          |
| Antonella                       | Non votante     | Pamela                         | 4                              | Nikita                                        | 5                                             | Giaele                                                     | Giaele                                                     | Nomination cancellate            | Gegia                                                       | 1                                                           | Nikita                              | Nikita                              | George                                   | 1                                        | George                                          | 1                                               | Giaele                                  | 1                                       | Pamela                                      | Pamela                                      | George                             | 3                                  | George                          | 1                               | George                      | George                      | George                      | 0                           | Wilma                         | Wilma                         | Wilma                                                | Micol                       | Micol                       | George                  | 1                       | Daniele                      | Daniele                      | Attilio                     | Attilio                     | Micol                             | Micol                             | Micol                                          | Micol                                          | Micol                            | 6                                | Micol                     | Micol                     | Oriana                           | Oriana                           | Murgia                         | Murgia                         | Giaele                                   | Giaele                                   | Oriana                                       | Oriana                                       | Murgia                                | 4                                     | Micol                                   | Micol                                   | Micol                                                        | Micol                                                        | Oriana                           | 4                                | Daniele                                     | Daniele                                     | Micol                           | 5                               | Giaele                                               | 5                                                    | Micol                                  | 2                                      | Tavassi                                             | 3                                                   | Nikita                                                 | Alberto                                                | 1                                                      | Daniele                            | 0                                  | Micol                                                 | 1                                                     | Non salvata                           | Tavassi                               | Tavassi                               | Eliminata (Giorno 183)                        | Eliminata (Giorno 183)                        | Eliminata (Giorno 183)          | Eliminata (Giorno 183)          | Eliminata (Giorno 183)          | Eliminata (Giorno 183)          | Eliminata (Giorno 183)                                          | Eliminata (Giorno 183)                                          | Eliminata (Giorno 183)                                          | 49                          |
| Daniele                         | Non in casa     | Non votante                    | Non votante                    | Marco                                         | 2                                             | Marco                                                      | Marco                                                      | Nomination cancellate            | Gegia                                                       | Gegia                                                       | Giaele                              | Giaele                              | Pamela                                   | Pamela                                   | Giaele                                          | Giaele                                          | Giaele                                  | Giaele                                  | Giaele                                      | Giaele                                      | Pamela                             | 1                                  | Alberto                         | 1                               | Alberto                     | 1                           | Alberto                     | 1                           | Alberto                       | Alberto                       | Oriana                                               | Non salvato                 | Non salvato                 | Patrizia                | Patrizia                | Alberto                      | 6                            | Alberto                     | Alberto                     | Alberto                           | 2                                 | Patrizia                                       | Patrizia                                       | Sarah                            | Sarah                            | Sarah                     | Sarah                     | Dana                             | Dana                             | Murgia                         | 0                              | Murgia                                   | 1                                        | Milena                                       | Milena                                       | Alberto                               | Alberto                               | Onestini                                | 1                                       | Murgia                                                       | 2                                                            | Antonella                        | Antonella                        | Murgia                                      | 2                                           | Antonella                       | 0                               | Antonella                                            | 0                                                    | Edoardo                                | 0                                      | Antonella                                           | 0                                                   | Salvato                                                | Antonella                                              | 0                                                      | Giaele                             | 1                                  | Milena                                                | 1                                                     | Andrea                                | Milena                                | 0                                     | Espulso (Giorno 180)                          | Espulso (Giorno 180)                          | Espulso (Giorno 180)            | Espulso (Giorno 180)            | Espulso (Giorno 180)            | Espulso (Giorno 180)            | Espulso (Giorno 180)                                            | Espulso (Giorno 180)                                            | Espulso (Giorno 180)                                            | 22                          |
| Davide                          | Non in casa     | Non in casa                    | Non in casa                    | Non in casa                                   | Non in casa                                   | Non in casa                                                | Non in casa                                                | Non in casa                      | Non in casa                                                 | Non in casa                                                 | Non in casa                         | Non in casa                         | Non in casa                              | Non in casa                              | Non in casa                                     | Non in casa                                     | Non in casa                             | Non in casa                             | Non in casa                                 | Non in casa                                 | Non in casa                        | Non in casa                        | Non in casa                     | Non in casa                     | Non in casa                 | Non in casa                 | Non in casa                 | Non in casa                 | Non in casa                   | Non in casa                   | Non in casa                                          | Non in casa                 | Non in casa                 | Non in casa             | Non in casa             | Non in casa                  | Non in casa                  | Non in casa                 | Non in casa                 | Non in casa                       | Non in casa                       | Non votante                                    | Non votante                                    | Non votante                      | Non votante                      | Non votante               | Non votante               | Oriana                           | 4                                | Murgia                         | Murgia                         | Giaele                                   | Giaele                                   | Oriana                                       | Oriana                                       | Giaele                                | 2                                     | Onestini                                | Onestini                                | Oriana                                                       | 4                                                            | Oriana                           | Oriana                           | Giaele                                      | 0                                           | Micol                           | Micol                           | Oriana                                               | 0                                                    | Edoardo                                | 1                                      | Tavassi                                             | 4                                                   | Andrea                                                 | Giaele                                                 | 1                                                      | Eliminato (Giorno 172)             | Eliminato (Giorno 172)             | Eliminato (Giorno 172)                                | Eliminato (Giorno 172)                                | Eliminato (Giorno 172)                | Eliminato (Giorno 172)                | Eliminato (Giorno 172)                | Eliminato (Giorno 172)                        | Eliminato (Giorno 172)                        | Eliminato (Giorno 172)          | Eliminato (Giorno 172)          | Eliminato (Giorno 172)          | Eliminato (Giorno 172)          | Eliminato (Giorno 172)                                          | Eliminato (Giorno 172)                                          | Eliminato (Giorno 172)                                          | 16                          |
| Edoardo                         | Non in casa     | Non votante                    | Non votante                    | Marco                                         | 2                                             | Marco                                                      | 0                                                          | Nomination cancellate            | Gegia                                                       | 1                                                           | Amaurys                             | 0                                   | Antonino                                 | 0                                        | Patrizia                                        | Patrizia                                        | Amaurys                                 | 2                                       | Antonino                                    | Antonino                                    | Charlie                            | Charlie                            | Antonino                        | 1                               | Patrizia                    | 0                           | Pamela                      | 2                           | Wilma                         | 1                             | Luciano                                              | Sarah                       | Sarah                       | Wilma                   | 1                       | Charlie                      | 2                            | Attilio                     | 3                           | Attilio                           | 2                                 | Antonino                                       | 1                                              | Antonino                         | 1                                | Wilma                     | 1                         | Dana                             | 0                                | Wilma                          | 0                              | Wilma                                    | 1                                        | Oriana                                       | 1                                            | Antonino                              | Antonino                              | Attilio                                 | 2                                       | Antonino                                                     | 2                                                            | Antonino                         | 1                                | Antonino                                    | Antonino                                    | Antonino                        | Antonino                        | Nikita                                               | Nikita                                               | Nikita                                 | 2                                      | Davide                                              | 0                                                   | Antonella                                              | Nikita                                                 | 0                                                      | Espulso (Giorno 172)               | Espulso (Giorno 172)               | Espulso (Giorno 172)                                  | Espulso (Giorno 172)                                  | Espulso (Giorno 172)                  | Espulso (Giorno 172)                  | Espulso (Giorno 172)                  | Espulso (Giorno 172)                          | Espulso (Giorno 172)                          | Espulso (Giorno 172)            | Espulso (Giorno 172)            | Espulso (Giorno 172)            | Espulso (Giorno 172)            | Espulso (Giorno 172)                                            | Espulso (Giorno 172)                                            | Espulso (Giorno 172)                                            | 28                          |
| Sarah                           | Non in casa     | Non in casa                    | Non in casa                    | Non in casa                                   | Non in casa                                   | Non in casa                                                | Non in casa                                                | Non in casa                      | Non in casa                                                 | Non in casa                                                 | Non in casa                         | Non in casa                         | Non in casa                              | Non in casa                              | Non in casa                                     | Non in casa                                     | Non in casa                             | Non in casa                             | Non in casa                                 | Non in casa                                 | Non in casa                        | Non in casa                        | Non in casa                     | Non in casa                     | Non votante                 | Non votante                 | Non votante                 | Non votante                 | Non votante                   | Non votante                   | Salvata                                              | George                      | George                      | Edoardo                 | 0                       | Daniele                      | Daniele                      | Tavassi                     | Tavassi                     | Attilio                           | 3                                 | Giaele                                         | Giaele                                         | Tavassi                          | 2                                | Nikita                    | 4                         | George                           | 0                                | Nikita                         | 1                              | Tavassi                                  | 2                                        | George                                       | 2                                            | Andrea                                | Andrea                                | Andrea                                  | 2                                       | Murgia                                                       | Murgia                                                       | Andrea                           | 0                                | Andrea                                      | 6                                           | Non votante                     | Non votante                     | Giaele                                               | 0                                                    | Tavassi                                | 2                                      | Eliminata (Giorno 165)                              | Eliminata (Giorno 165)                              | Eliminata (Giorno 165)                                 | Eliminata (Giorno 165)                                 | Eliminata (Giorno 165)                                 | Eliminata (Giorno 165)             | Eliminata (Giorno 165)             | Eliminata (Giorno 165)                                | Eliminata (Giorno 165)                                | Eliminata (Giorno 165)                | Eliminata (Giorno 165)                | Eliminata (Giorno 165)                | Eliminata (Giorno 165)                        | Eliminata (Giorno 165)                        | Eliminata (Giorno 165)          | Eliminata (Giorno 165)          | Eliminata (Giorno 165)          | Eliminata (Giorno 165)          | Eliminata (Giorno 165)                                          | Eliminata (Giorno 165)                                          | Eliminata (Giorno 165)                                          | 24                          |
| Murgia                          | Non in casa     | Non in casa                    | Non in casa                    | Non in casa                                   | Non in casa                                   | Non in casa                                                | Non in casa                                                | Non in casa                      | Non in casa                                                 | Non in casa                                                 | Non in casa                         | Non in casa                         | Non in casa                              | Non in casa                              | Non in casa                                     | Non in casa                                     | Non in casa                             | Non in casa                             | Non in casa                                 | Non in casa                                 | Non in casa                        | Non in casa                        | Non in casa                     | Non in casa                     | Non in casa                 | Non in casa                 | Non in casa                 | Non in casa                 | Non in casa                   | Non in casa                   | Non in casa                                          | Non in casa                 | Non in casa                 | Non in casa             | Non in casa             | Non in casa                  | Non in casa                  | Non in casa                 | Non in casa                 | Non in casa                       | Non in casa                       | Non votante                                    | Non votante                                    | Non votante                      | Non votante                      | Non votante               | Non votante               | Dana                             | 1                                | Andrea                         | 5                              | George                                   | 1                                        | George                                       | 0                                            | Antonella                             | 1                                     | Sarah                                   | Sarah                                   | Daniele                                                      | 2                                                            | Nikita                           | 0                                | Sarah                                       | 2                                           | Nikita                          | 1                               | Nikita                                               | Nikita                                               | Eliminata (Giorno 162)                 | Eliminata (Giorno 162)                 | Eliminata (Giorno 162)                              | Eliminata (Giorno 162)                              | Eliminata (Giorno 162)                                 | Eliminata (Giorno 162)                                 | Eliminata (Giorno 162)                                 | Eliminata (Giorno 162)             | Eliminata (Giorno 162)             | Eliminata (Giorno 162)                                | Eliminata (Giorno 162)                                | Eliminata (Giorno 162)                | Eliminata (Giorno 162)                | Eliminata (Giorno 162)                | Eliminata (Giorno 162)                        | Eliminata (Giorno 162)                        | Eliminata (Giorno 162)          | Eliminata (Giorno 162)          | Eliminata (Giorno 162)          | Eliminata (Giorno 162)          | Eliminata (Giorno 162)                                          | Eliminata (Giorno 162)                                          | Eliminata (Giorno 162)                                          | 13                          |
| Antonino                        | Non votante     | George                         | 0                              | Edoardo                                       | 0                                             | Giovanni                                                   | Giovanni                                                   | Nomination cancellate            | Gegia                                                       | 0                                                           | Nikita                              | 0                                   | Nikita                                   | 3                                        | Amaurys                                         | Amaurys                                         | Edoardo                                 | Edoardo                                 | George                                      | 2                                           | Nikita                             | 1                                  | Edoardo                         | 1                               | Nikita                      | Nikita                      | Edoardo                     | Edoardo                     | Nikita                        | Nikita                        | Edoardo                                              | Luciano                     | Luciano                     | Luciano                 | Luciano                 | Charlie                      | Charlie                      | Edoardo                     | Edoardo                     | Edoardo                           | Edoardo                           | Edoardo                                        | 6                                              | Edoardo                          | 3                                | Edoardo                   | Edoardo                   | Non in casa                      | Non in casa                      | Non in casa                    | Non in casa                    | Edoardo                                  | Edoardo                                  | Oriana                                       | Oriana                                       | Nikita                                | 1                                     | Edoardo                                 | 3                                       | Edoardo                                                      | 3                                                            | Edoardo                          | 3                                | Sarah                                       | 3                                           | Nikita                          | 2                               | Eliminato (Giorno 158)                               | Eliminato (Giorno 158)                               | Eliminato (Giorno 158)                 | Eliminato (Giorno 158)                 | Eliminato (Giorno 158)                              | Eliminato (Giorno 158)                              | Eliminato (Giorno 158)                                 | Eliminato (Giorno 158)                                 | Eliminato (Giorno 158)                                 | Eliminato (Giorno 158)             | Eliminato (Giorno 158)             | Eliminato (Giorno 158)                                | Eliminato (Giorno 158)                                | Eliminato (Giorno 158)                | Eliminato (Giorno 158)                | Eliminato (Giorno 158)                | Eliminato (Giorno 158)                        | Eliminato (Giorno 158)                        | Eliminato (Giorno 158)          | Eliminato (Giorno 158)          | Eliminato (Giorno 158)          | Eliminato (Giorno 158)          | Eliminato (Giorno 158)                                          | Eliminato (Giorno 158)                                          | Eliminato (Giorno 158)                                          | 34                          |
| Attilio                         | Non votante     | Alberto                        | 1                              | Luca                                          | 0                                             | Marco                                                      | 0                                                          | Nomination cancellate            | Wilma                                                       | 1                                                           | Wilma                               | 3                                   | Pamela                                   | 2                                        | Giaele                                          | 2                                               | Luca                                    | 2                                       | Elenoire                                    | 0                                           | Antonella                          | Antonella                          | Patrizia                        | Patrizia                        | Wilma                       | 3                           | Pamela                      | Pamela                      | Patrizia                      | 1                             | Onestini                                             | Charlie Onestini            | 2                           | Micol                   | 1                       | Alberto                      | 0                            | Edoardo                     | 6                           | Edoardo                           | 6                                 | Charlie                                        | 2                                              | Wilma                            | Wilma                            | Wilma                     | 1                         | Milena                           | 0                                | Wilma                          | Wilma                          | Wilma                                    | Wilma                                    | Edoardo                                      | Edoardo                                      | Micol                                 | Micol                                 | Edoardo                                 | 5                                       | Edoardo                                                      | Edoardo                                                      | Eliminato (Giorno 148)           | Eliminato (Giorno 148)           | Eliminato (Giorno 148)                      | Eliminato (Giorno 148)                      | Eliminato (Giorno 148)          | Eliminato (Giorno 148)          | Eliminato (Giorno 148)                               | Eliminato (Giorno 148)                               | Eliminato (Giorno 148)                 | Eliminato (Giorno 148)                 | Eliminato (Giorno 148)                              | Eliminato (Giorno 148)                              | Eliminato (Giorno 148)                                 | Eliminato (Giorno 148)                                 | Eliminato (Giorno 148)                                 | Eliminato (Giorno 148)             | Eliminato (Giorno 148)             | Eliminato (Giorno 148)                                | Eliminato (Giorno 148)                                | Eliminato (Giorno 148)                | Eliminato (Giorno 148)                | Eliminato (Giorno 148)                | Eliminato (Giorno 148)                        | Eliminato (Giorno 148)                        | Eliminato (Giorno 148)          | Eliminato (Giorno 148)          | Eliminato (Giorno 148)          | Eliminato (Giorno 148)          | Eliminato (Giorno 148)                                          | Eliminato (Giorno 148)                                          | Eliminato (Giorno 148)                                          | 38                          |
| George                          | Non votante     | Alberto                        | 2                              | Marco                                         | 0                                             | Marco                                                      | 0                                                          | Nomination cancellate            | Gegia                                                       | 0                                                           | Charlie                             | Charlie                             | Antonella                                | 1                                        | Antonella                                       | 2                                               | Antonella                               | Antonella                               | Giaele                                      | 3                                           | Antonella                          | 1                                  | Antonella                       | 3                               | Patrizia                    | 3                           | Giaele                      | 2                           | Charlie                       | 2                             | Antonella                                            | Antonella                   | Antonella                   | Antonella               | 1                       | Tavassi                      | 0                            | Tavassi                     | 1                           | Tavassi                           | 0                                 | Antonino                                       | 1                                              | Antonella                        | 0                                | Sarah                     | 0                         | Davide                           | 1                                | Murgia                         | 1                              | Wilma                                    | 3                                        | Sarah                                        | 3                                            | Eliminato (Giorno 134)                | Eliminato (Giorno 134)                | Eliminato (Giorno 134)                  | Eliminato (Giorno 134)                  | Eliminato (Giorno 134)                                       | Eliminato (Giorno 134)                                       | Eliminato (Giorno 134)           | Eliminato (Giorno 134)           | Eliminato (Giorno 134)                      | Eliminato (Giorno 134)                      | Eliminato (Giorno 134)          | Eliminato (Giorno 134)          | Eliminato (Giorno 134)                               | Eliminato (Giorno 134)                               | Eliminato (Giorno 134)                 | Eliminato (Giorno 134)                 | Eliminato (Giorno 134)                              | Eliminato (Giorno 134)                              | Eliminato (Giorno 134)                                 | Eliminato (Giorno 134)                                 | Eliminato (Giorno 134)                                 | Eliminato (Giorno 134)             | Eliminato (Giorno 134)             | Eliminato (Giorno 134)                                | Eliminato (Giorno 134)                                | Eliminato (Giorno 134)                | Eliminato (Giorno 134)                | Eliminato (Giorno 134)                | Eliminato (Giorno 134)                        | Eliminato (Giorno 134)                        | Eliminato (Giorno 134)          | Eliminato (Giorno 134)          | Eliminato (Giorno 134)          | Eliminato (Giorno 134)          | Eliminato (Giorno 134)                                          | Eliminato (Giorno 134)                                          | Eliminato (Giorno 134)                                          | 30                          |
| Wilma                           | Non in casa     | Non votante                    | Non votante                    | Antonella                                     | 0                                             | Giaele                                                     | Giaele                                                     | Nomination cancellate            | Giaele                                                      | 1                                                           | Attilio                             | 2                                   | Giaele                                   | Giaele                                   | Giaele                                          | Giaele                                          | Giaele                                  | Giaele                                  | George                                      | George                                      | Antonella                          | Antonella                          | Carolina                        | Carolina                        | George                      | 1                           | Pamela                      | Pamela                      | Edoardo                       | 2                             | Nikita                                               | Charlie Patrizia            | 1                           | Charlie                 | 2                       | Edoardo                      | Edoardo                      | Edoardo                     | Edoardo                     | Attilio                           | 0                                 | Attilio                                        | 0                                              | Oriana                           | 1                                | Nikita                    | 4                         | Non votante                      | Non votante                      | Nikita                         | 4                              | Alberto                                  | 3                                        | Eliminata (Giorno 127)                       | Eliminata (Giorno 127)                       | Eliminata (Giorno 127)                | Eliminata (Giorno 127)                | Eliminata (Giorno 127)                  | Eliminata (Giorno 127)                  | Eliminata (Giorno 127)                                       | Eliminata (Giorno 127)                                       | Eliminata (Giorno 127)           | Eliminata (Giorno 127)           | Eliminata (Giorno 127)                      | Eliminata (Giorno 127)                      | Eliminata (Giorno 127)          | Eliminata (Giorno 127)          | Eliminata (Giorno 127)                               | Eliminata (Giorno 127)                               | Eliminata (Giorno 127)                 | Eliminata (Giorno 127)                 | Eliminata (Giorno 127)                              | Eliminata (Giorno 127)                              | Eliminata (Giorno 127)                                 | Eliminata (Giorno 127)                                 | Eliminata (Giorno 127)                                 | Eliminata (Giorno 127)             | Eliminata (Giorno 127)             | Eliminata (Giorno 127)                                | Eliminata (Giorno 127)                                | Eliminata (Giorno 127)                | Eliminata (Giorno 127)                | Eliminata (Giorno 127)                | Eliminata (Giorno 127)                        | Eliminata (Giorno 127)                        | Eliminata (Giorno 127)          | Eliminata (Giorno 127)          | Eliminata (Giorno 127)          | Eliminata (Giorno 127)          | Eliminata (Giorno 127)                                          | Eliminata (Giorno 127)                                          | Eliminata (Giorno 127)                                          | 20                          |
| Dana                            | Non in casa     | Non in casa                    | Non in casa                    | Non in casa                                   | Non in casa                                   | Non in casa                                                | Non in casa                                                | Non in casa                      | Non in casa                                                 | Non in casa                                                 | Non in casa                         | Non in casa                         | Non in casa                              | Non in casa                              | Non in casa                                     | Non in casa                                     | Non in casa                             | Non in casa                             | Non in casa                                 | Non in casa                                 | Non in casa                        | Non in casa                        | Non in casa                     | Non in casa                     | Non in casa                 | Non in casa                 | Non in casa                 | Non in casa                 | Non in casa                   | Non in casa                   | Non in casa                                          | Non in casa                 | Non in casa                 | Non in casa             | Non in casa             | Non in casa                  | Non in casa                  | Non in casa                 | Non in casa                 | Non in casa                       | Non in casa                       | Non in casa                                    | Non in casa                                    | Non votante                      | Non votante                      | Non votante               | Non votante               | Oriana                           | 6                                | Giaele                         | Giaele                         | Eliminata (Giorno 120)                   | Eliminata (Giorno 120)                   | Eliminata (Giorno 120)                       | Eliminata (Giorno 120)                       | Eliminata (Giorno 120)                | Eliminata (Giorno 120)                | Eliminata (Giorno 120)                  | Eliminata (Giorno 120)                  | Eliminata (Giorno 120)                                       | Eliminata (Giorno 120)                                       | Eliminata (Giorno 120)           | Eliminata (Giorno 120)           | Eliminata (Giorno 120)                      | Eliminata (Giorno 120)                      | Eliminata (Giorno 120)          | Eliminata (Giorno 120)          | Eliminata (Giorno 120)                               | Eliminata (Giorno 120)                               | Eliminata (Giorno 120)                 | Eliminata (Giorno 120)                 | Eliminata (Giorno 120)                              | Eliminata (Giorno 120)                              | Eliminata (Giorno 120)                                 | Eliminata (Giorno 120)                                 | Eliminata (Giorno 120)                                 | Eliminata (Giorno 120)             | Eliminata (Giorno 120)             | Eliminata (Giorno 120)                                | Eliminata (Giorno 120)                                | Eliminata (Giorno 120)                | Eliminata (Giorno 120)                | Eliminata (Giorno 120)                | Eliminata (Giorno 120)                        | Eliminata (Giorno 120)                        | Eliminata (Giorno 120)          | Eliminata (Giorno 120)          | Eliminata (Giorno 120)          | Eliminata (Giorno 120)          | Eliminata (Giorno 120)                                          | Eliminata (Giorno 120)                                          | Eliminata (Giorno 120)                                          | 6                           |
| Patrizia                        | Non votante     | Antonella                      | 2                              | Non in casa                                   | Non in casa                                   | Marco                                                      | Marco                                                      | Nominata                         | Pamela                                                      | 0                                                           | Cristina                            | Cristina                            | Cristina                                 | Cristina                                 | Attilio                                         | 1                                               | Carolina                                | Carolina                                | Pamela                                      | Pamela                                      | Daniele                            | Daniele                            | George                          | 3                               | George                      | 2                           | Pamela                      | Pamela                      | Charlie                       | 2                             | Charlie                                              | Charlie Wilma               | 2                           | Micol                   | 4                       | Daniele                      | Daniele                      | Attilio                     | Attilio                     | Giaele                            | Giaele                            | Giaele                                         | 2                                              | Oriana                           | Oriana                           | Wilma                     | Wilma                     | Ritirata (Giorno 106)            | Ritirata (Giorno 106)            | Ritirata (Giorno 106)          | Ritirata (Giorno 106)          | Ritirata (Giorno 106)                    | Ritirata (Giorno 106)                    | Ritirata (Giorno 106)                        | Ritirata (Giorno 106)                        | Ritirata (Giorno 106)                 | Ritirata (Giorno 106)                 | Ritirata (Giorno 106)                   | Ritirata (Giorno 106)                   | Ritirata (Giorno 106)                                        | Ritirata (Giorno 106)                                        | Ritirata (Giorno 106)            | Ritirata (Giorno 106)            | Ritirata (Giorno 106)                       | Ritirata (Giorno 106)                       | Ritirata (Giorno 106)           | Ritirata (Giorno 106)           | Ritirata (Giorno 106)                                | Ritirata (Giorno 106)                                | Ritirata (Giorno 106)                  | Ritirata (Giorno 106)                  | Ritirata (Giorno 106)                               | Ritirata (Giorno 106)                               | Ritirata (Giorno 106)                                  | Ritirata (Giorno 106)                                  | Ritirata (Giorno 106)                                  | Ritirata (Giorno 106)              | Ritirata (Giorno 106)              | Ritirata (Giorno 106)                                 | Ritirata (Giorno 106)                                 | Ritirata (Giorno 106)                 | Ritirata (Giorno 106)                 | Ritirata (Giorno 106)                 | Ritirata (Giorno 106)                         | Ritirata (Giorno 106)                         | Ritirata (Giorno 106)           | Ritirata (Giorno 106)           | Ritirata (Giorno 106)           | Ritirata (Giorno 106)           | Ritirata (Giorno 106)                                           | Ritirata (Giorno 106)                                           | Ritirata (Giorno 106)                                           | 18                          |
| Luca                            | Non votante     | George                         | 1                              | Edoardo                                       | 1                                             | Marco                                                      | Marco                                                      | Nomination cancellate            | Giaele                                                      | Giaele                                                      | Giaele                              | Giaele                              | Giaele                                   | 1                                        | Cristina                                        | Cristina                                        | Attilio                                 | 1                                       | Giaele                                      | Giaele                                      | Pamela                             | Pamela                             | Carolina                        | Carolina                        | Attilio                     | Attilio                     | Giaele                      | Giaele                      | George                        | George                        | Salvato                                              | Salvato                     | Salvato                     | Luciano                 | Luciano                 | Alberto                      | Alberto                      | Alberto                     | 2                           | Attilio                           | 0                                 | Alberto                                        | Alberto                                        | Sarah                            | 0                                | Ritirato (Giorno 99)      | Ritirato (Giorno 99)      | Ritirato (Giorno 99)             | Ritirato (Giorno 99)             | Ritirato (Giorno 99)           | Ritirato (Giorno 99)           | Ritirato (Giorno 99)                     | Ritirato (Giorno 99)                     | Ritirato (Giorno 99)                         | Ritirato (Giorno 99)                         | Ritirato (Giorno 99)                  | Ritirato (Giorno 99)                  | Ritirato (Giorno 99)                    | Ritirato (Giorno 99)                    | Ritirato (Giorno 99)                                         | Ritirato (Giorno 99)                                         | Ritirato (Giorno 99)             | Ritirato (Giorno 99)             | Ritirato (Giorno 99)                        | Ritirato (Giorno 99)                        | Ritirato (Giorno 99)            | Ritirato (Giorno 99)            | Ritirato (Giorno 99)                                 | Ritirato (Giorno 99)                                 | Ritirato (Giorno 99)                   | Ritirato (Giorno 99)                   | Ritirato (Giorno 99)                                | Ritirato (Giorno 99)                                | Ritirato (Giorno 99)                                   | Ritirato (Giorno 99)                                   | Ritirato (Giorno 99)                                   | Ritirato (Giorno 99)               | Ritirato (Giorno 99)               | Ritirato (Giorno 99)                                  | Ritirato (Giorno 99)                                  | Ritirato (Giorno 99)                  | Ritirato (Giorno 99)                  | Ritirato (Giorno 99)                  | Ritirato (Giorno 99)                          | Ritirato (Giorno 99)                          | Ritirato (Giorno 99)            | Ritirato (Giorno 99)            | Ritirato (Giorno 99)            | Ritirato (Giorno 99)            | Ritirato (Giorno 99)                                            | Ritirato (Giorno 99)                                            | Ritirato (Giorno 99)                                            | 6                           |
| Charlie                         | Non votante     | Alberto                        | 0                              | Daniele                                       | 0                                             | Giaele                                                     | Giaele                                                     | Nomination cancellate            | Giaele                                                      | Giaele                                                      | Giaele                              | 4                                   | Amaurys                                  | Amaurys                                  | George                                          | George                                          | Giaele                                  | Giaele                                  | Pamela                                      | Pamela                                      | Antonino                           | 1                                  | George                          | George                          | Attilio                     | Attilio                     | Giaele                      | Giaele                      | Attilio                       | 3                             | Patrizia                                             | Onestini Patrizia           | 5                           | Micol                   | 1                       | Edoardo                      | 5                            | Tavassi                     | Tavassi                     | Non votante                       | Non votante                       | Attilio                                        | 2                                              | Eliminato (Giorno 92)            | Eliminato (Giorno 92)            | Eliminato (Giorno 92)     | Eliminato (Giorno 92)     | Eliminato (Giorno 92)            | Eliminato (Giorno 92)            | Eliminato (Giorno 92)          | Eliminato (Giorno 92)          | Eliminato (Giorno 92)                    | Eliminato (Giorno 92)                    | Eliminato (Giorno 92)                        | Eliminato (Giorno 92)                        | Eliminato (Giorno 92)                 | Eliminato (Giorno 92)                 | Eliminato (Giorno 92)                   | Eliminato (Giorno 92)                   | Eliminato (Giorno 92)                                        | Eliminato (Giorno 92)                                        | Eliminato (Giorno 92)            | Eliminato (Giorno 92)            | Eliminato (Giorno 92)                       | Eliminato (Giorno 92)                       | Eliminato (Giorno 92)           | Eliminato (Giorno 92)           | Eliminato (Giorno 92)                                | Eliminato (Giorno 92)                                | Eliminato (Giorno 92)                  | Eliminato (Giorno 92)                  | Eliminato (Giorno 92)                               | Eliminato (Giorno 92)                               | Eliminato (Giorno 92)                                  | Eliminato (Giorno 92)                                  | Eliminato (Giorno 92)                                  | Eliminato (Giorno 92)              | Eliminato (Giorno 92)              | Eliminato (Giorno 92)                                 | Eliminato (Giorno 92)                                 | Eliminato (Giorno 92)                 | Eliminato (Giorno 92)                 | Eliminato (Giorno 92)                 | Eliminato (Giorno 92)                         | Eliminato (Giorno 92)                         | Eliminato (Giorno 92)           | Eliminato (Giorno 92)           | Eliminato (Giorno 92)           | Eliminato (Giorno 92)           | Eliminato (Giorno 92)                                           | Eliminato (Giorno 92)                                           | Eliminato (Giorno 92)                                           | 16                          |
| Riccardo                        | Non in casa     | Non in casa                    | Non in casa                    | Non in casa                                   | Non in casa                                   | Non in casa                                                | Non in casa                                                | Non in casa                      | Non in casa                                                 | Non in casa                                                 | Non in casa                         | Non in casa                         | Non in casa                              | Non in casa                              | Non in casa                                     | Non in casa                                     | Non in casa                             | Non in casa                             | Non in casa                                 | Non in casa                                 | Non in casa                        | Non in casa                        | Non in casa                     | Non in casa                     | Non in casa                 | Non in casa                 | Non in casa                 | Non in casa                 | Non in casa                   | Non in casa                   | Non in casa                                          | Non in casa                 | Non in casa                 | Non in casa             | Non in casa             | Non in casa                  | Non in casa                  | Non in casa                 | Non in casa                 | Non votante                       | Non votante                       | Espulso (Giorno 86)                            | Espulso (Giorno 86)                            | Espulso (Giorno 86)              | Espulso (Giorno 86)              | Espulso (Giorno 86)       | Espulso (Giorno 86)       | Espulso (Giorno 86)              | Espulso (Giorno 86)              | Espulso (Giorno 86)            | Espulso (Giorno 86)            | Espulso (Giorno 86)                      | Espulso (Giorno 86)                      | Espulso (Giorno 86)                          | Espulso (Giorno 86)                          | Espulso (Giorno 86)                   | Espulso (Giorno 86)                   | Espulso (Giorno 86)                     | Espulso (Giorno 86)                     | Espulso (Giorno 86)                                          | Espulso (Giorno 86)                                          | Espulso (Giorno 86)              | Espulso (Giorno 86)              | Espulso (Giorno 86)                         | Espulso (Giorno 86)                         | Espulso (Giorno 86)             | Espulso (Giorno 86)             | Espulso (Giorno 86)                                  | Espulso (Giorno 86)                                  | Espulso (Giorno 86)                    | Espulso (Giorno 86)                    | Espulso (Giorno 86)                                 | Espulso (Giorno 86)                                 | Espulso (Giorno 86)                                    | Espulso (Giorno 86)                                    | Espulso (Giorno 86)                                    | Espulso (Giorno 86)                | Espulso (Giorno 86)                | Espulso (Giorno 86)                                   | Espulso (Giorno 86)                                   | Espulso (Giorno 86)                   | Espulso (Giorno 86)                   | Espulso (Giorno 86)                   | Espulso (Giorno 86)                           | Espulso (Giorno 86)                           | Espulso (Giorno 86)             | Espulso (Giorno 86)             | Espulso (Giorno 86)             | Espulso (Giorno 86)             | Espulso (Giorno 86)                                             | Espulso (Giorno 86)                                             | Espulso (Giorno 86)                                             | 0                           |
| Luciano                         | Non in casa     | Non in casa                    | Non in casa                    | Non in casa                                   | Non in casa                                   | Non in casa                                                | Non in casa                                                | Non in casa                      | Non in casa                                                 | Non in casa                                                 | Non in casa                         | Non in casa                         | Non in casa                              | Non in casa                              | Non in casa                                     | Non in casa                                     | Non in casa                             | Non in casa                             | Non in casa                                 | Non in casa                                 | Non in casa                        | Non in casa                        | Non in casa                     | Non in casa                     | Non votante                 | Non votante                 | Non votante                 | Non votante                 | Non votante                   | Non votante                   | Giaele                                               | Edoardo                     | Edoardo                     | Attilio                 | 3                       | Eliminato (Giorno 78)        | Eliminato (Giorno 78)        | Eliminato (Giorno 78)       | Eliminato (Giorno 78)       | Eliminato (Giorno 78)             | Eliminato (Giorno 78)             | Eliminato (Giorno 78)                          | Eliminato (Giorno 78)                          | Eliminato (Giorno 78)            | Eliminato (Giorno 78)            | Eliminato (Giorno 78)     | Eliminato (Giorno 78)     | Eliminato (Giorno 78)            | Eliminato (Giorno 78)            | Eliminato (Giorno 78)          | Eliminato (Giorno 78)          | Eliminato (Giorno 78)                    | Eliminato (Giorno 78)                    | Eliminato (Giorno 78)                        | Eliminato (Giorno 78)                        | Eliminato (Giorno 78)                 | Eliminato (Giorno 78)                 | Eliminato (Giorno 78)                   | Eliminato (Giorno 78)                   | Eliminato (Giorno 78)                                        | Eliminato (Giorno 78)                                        | Eliminato (Giorno 78)            | Eliminato (Giorno 78)            | Eliminato (Giorno 78)                       | Eliminato (Giorno 78)                       | Eliminato (Giorno 78)           | Eliminato (Giorno 78)           | Eliminato (Giorno 78)                                | Eliminato (Giorno 78)                                | Eliminato (Giorno 78)                  | Eliminato (Giorno 78)                  | Eliminato (Giorno 78)                               | Eliminato (Giorno 78)                               | Eliminato (Giorno 78)                                  | Eliminato (Giorno 78)                                  | Eliminato (Giorno 78)                                  | Eliminato (Giorno 78)              | Eliminato (Giorno 78)              | Eliminato (Giorno 78)                                 | Eliminato (Giorno 78)                                 | Eliminato (Giorno 78)                 | Eliminato (Giorno 78)                 | Eliminato (Giorno 78)                 | Eliminato (Giorno 78)                         | Eliminato (Giorno 78)                         | Eliminato (Giorno 78)           | Eliminato (Giorno 78)           | Eliminato (Giorno 78)           | Eliminato (Giorno 78)           | Eliminato (Giorno 78)                                           | Eliminato (Giorno 78)                                           | Eliminato (Giorno 78)                                           | 3                           |
| Pamela                          | Non votante     | Antonella                      | 1                              | Antonella                                     | 0                                             | Marco                                                      | 1                                                          | Nomination cancellate            | Gegia                                                       | 1                                                           | Charlie                             | 0                                   | Attilio                                  | 2                                        | Alberto                                         | 0                                               | Giaele                                  | 0                                       | Antonino                                    | 6                                           | Nikita                             | 6                                  | Carolina                        | Carolina                        | Nikita                      | 0                           | Edoardo                     | 4                           | Eliminata (Giorno 53)         | Eliminata (Giorno 53)         | Eliminata (Giorno 53)                                | Eliminata (Giorno 53)       | Eliminata (Giorno 53)       | Eliminata (Giorno 53)   | Eliminata (Giorno 53)   | Eliminata (Giorno 53)        | Eliminata (Giorno 53)        | Eliminata (Giorno 53)       | Eliminata (Giorno 53)       | Eliminata (Giorno 53)             | Eliminata (Giorno 53)             | Eliminata (Giorno 53)                          | Eliminata (Giorno 53)                          | Eliminata (Giorno 53)            | Eliminata (Giorno 53)            | Eliminata (Giorno 53)     | Eliminata (Giorno 53)     | Eliminata (Giorno 53)            | Eliminata (Giorno 53)            | Eliminata (Giorno 53)          | Eliminata (Giorno 53)          | Eliminata (Giorno 53)                    | Eliminata (Giorno 53)                    | Eliminata (Giorno 53)                        | Eliminata (Giorno 53)                        | Eliminata (Giorno 53)                 | Eliminata (Giorno 53)                 | Eliminata (Giorno 53)                   | Eliminata (Giorno 53)                   | Eliminata (Giorno 53)                                        | Eliminata (Giorno 53)                                        | Eliminata (Giorno 53)            | Eliminata (Giorno 53)            | Eliminata (Giorno 53)                       | Eliminata (Giorno 53)                       | Eliminata (Giorno 53)           | Eliminata (Giorno 53)           | Eliminata (Giorno 53)                                | Eliminata (Giorno 53)                                | Eliminata (Giorno 53)                  | Eliminata (Giorno 53)                  | Eliminata (Giorno 53)                               | Eliminata (Giorno 53)                               | Eliminata (Giorno 53)                                  | Eliminata (Giorno 53)                                  | Eliminata (Giorno 53)                                  | Eliminata (Giorno 53)              | Eliminata (Giorno 53)              | Eliminata (Giorno 53)                                 | Eliminata (Giorno 53)                                 | Eliminata (Giorno 53)                 | Eliminata (Giorno 53)                 | Eliminata (Giorno 53)                 | Eliminata (Giorno 53)                         | Eliminata (Giorno 53)                         | Eliminata (Giorno 53)           | Eliminata (Giorno 53)           | Eliminata (Giorno 53)           | Eliminata (Giorno 53)           | Eliminata (Giorno 53)                                           | Eliminata (Giorno 53)                                           | Eliminata (Giorno 53)                                           | 21                          |
| Carolina                        | Non in casa     | Non votante                    | Non votante                    | Giaele                                        | 0                                             | Giaele                                                     | Giaele                                                     | Nomination cancellate            | Giaele                                                      | Giaele                                                      | Attilio                             | Attilio                             | Attilio                                  | Attilio                                  | Giaele                                          | 0                                               | Giaele                                  | 2                                       | Pamela                                      | 1                                           | Pamela                             | 0                                  | Patrizia                        | 4                               | Eliminata (Giorno 46)       | Eliminata (Giorno 46)       | Eliminata (Giorno 46)       | Eliminata (Giorno 46)       | Eliminata (Giorno 46)         | Eliminata (Giorno 46)         | Eliminata (Giorno 46)                                | Eliminata (Giorno 46)       | Eliminata (Giorno 46)       | Eliminata (Giorno 46)   | Eliminata (Giorno 46)   | Eliminata (Giorno 46)        | Eliminata (Giorno 46)        | Eliminata (Giorno 46)       | Eliminata (Giorno 46)       | Eliminata (Giorno 46)             | Eliminata (Giorno 46)             | Eliminata (Giorno 46)                          | Eliminata (Giorno 46)                          | Eliminata (Giorno 46)            | Eliminata (Giorno 46)            | Eliminata (Giorno 46)     | Eliminata (Giorno 46)     | Eliminata (Giorno 46)            | Eliminata (Giorno 46)            | Eliminata (Giorno 46)          | Eliminata (Giorno 46)          | Eliminata (Giorno 46)                    | Eliminata (Giorno 46)                    | Eliminata (Giorno 46)                        | Eliminata (Giorno 46)                        | Eliminata (Giorno 46)                 | Eliminata (Giorno 46)                 | Eliminata (Giorno 46)                   | Eliminata (Giorno 46)                   | Eliminata (Giorno 46)                                        | Eliminata (Giorno 46)                                        | Eliminata (Giorno 46)            | Eliminata (Giorno 46)            | Eliminata (Giorno 46)                       | Eliminata (Giorno 46)                       | Eliminata (Giorno 46)           | Eliminata (Giorno 46)           | Eliminata (Giorno 46)                                | Eliminata (Giorno 46)                                | Eliminata (Giorno 46)                  | Eliminata (Giorno 46)                  | Eliminata (Giorno 46)                               | Eliminata (Giorno 46)                               | Eliminata (Giorno 46)                                  | Eliminata (Giorno 46)                                  | Eliminata (Giorno 46)                                  | Eliminata (Giorno 46)              | Eliminata (Giorno 46)              | Eliminata (Giorno 46)                                 | Eliminata (Giorno 46)                                 | Eliminata (Giorno 46)                 | Eliminata (Giorno 46)                 | Eliminata (Giorno 46)                 | Eliminata (Giorno 46)                         | Eliminata (Giorno 46)                         | Eliminata (Giorno 46)           | Eliminata (Giorno 46)           | Eliminata (Giorno 46)           | Eliminata (Giorno 46)           | Eliminata (Giorno 46)                                           | Eliminata (Giorno 46)                                           | Eliminata (Giorno 46)                                           | 7                           |
| Elenoire                        | Non votante     | Patrizia                       | 0                              | Gegia                                         | 0                                             | Nikita                                                     | Nikita                                                     | Nominata                         | Attilio                                                     | Attilio                                                     | Attilio                             | Attilio                             | Nikita                                   | Nikita                                   | Attilio                                         | Attilio                                         | Attilio                                 | 0                                       | George                                      | 2                                           | Nominata                           | Nominata                           | Eliminata (Giorno 39)           | Eliminata (Giorno 39)           | Eliminata (Giorno 39)       | Eliminata (Giorno 39)       | Eliminata (Giorno 39)       | Eliminata (Giorno 39)       | Eliminata (Giorno 39)         | Eliminata (Giorno 39)         | Eliminata (Giorno 39)                                | Eliminata (Giorno 39)       | Eliminata (Giorno 39)       | Eliminata (Giorno 39)   | Eliminata (Giorno 39)   | Eliminata (Giorno 39)        | Eliminata (Giorno 39)        | Eliminata (Giorno 39)       | Eliminata (Giorno 39)       | Eliminata (Giorno 39)             | Eliminata (Giorno 39)             | Eliminata (Giorno 39)                          | Eliminata (Giorno 39)                          | Eliminata (Giorno 39)            | Eliminata (Giorno 39)            | Eliminata (Giorno 39)     | Eliminata (Giorno 39)     | Eliminata (Giorno 39)            | Eliminata (Giorno 39)            | Eliminata (Giorno 39)          | Eliminata (Giorno 39)          | Eliminata (Giorno 39)                    | Eliminata (Giorno 39)                    | Eliminata (Giorno 39)                        | Eliminata (Giorno 39)                        | Eliminata (Giorno 39)                 | Eliminata (Giorno 39)                 | Eliminata (Giorno 39)                   | Eliminata (Giorno 39)                   | Eliminata (Giorno 39)                                        | Eliminata (Giorno 39)                                        | Eliminata (Giorno 39)            | Eliminata (Giorno 39)            | Eliminata (Giorno 39)                       | Eliminata (Giorno 39)                       | Eliminata (Giorno 39)           | Eliminata (Giorno 39)           | Eliminata (Giorno 39)                                | Eliminata (Giorno 39)                                | Eliminata (Giorno 39)                  | Eliminata (Giorno 39)                  | Eliminata (Giorno 39)                               | Eliminata (Giorno 39)                               | Eliminata (Giorno 39)                                  | Eliminata (Giorno 39)                                  | Eliminata (Giorno 39)                                  | Eliminata (Giorno 39)              | Eliminata (Giorno 39)              | Eliminata (Giorno 39)                                 | Eliminata (Giorno 39)                                 | Eliminata (Giorno 39)                 | Eliminata (Giorno 39)                 | Eliminata (Giorno 39)                 | Eliminata (Giorno 39)                         | Eliminata (Giorno 39)                         | Eliminata (Giorno 39)           | Eliminata (Giorno 39)           | Eliminata (Giorno 39)           | Eliminata (Giorno 39)           | Eliminata (Giorno 39)                                           | Eliminata (Giorno 39)                                           | Eliminata (Giorno 39)                                           | 2                           |
| Amaurys                         | Non votante     | Luca                           | 0                              | Marco                                         | 0                                             | Marco                                                      | 0                                                          | Nomination cancellate            | Edoardo                                                     | Edoardo                                                     | Charlie                             | 1                                   | Antonino                                 | 1                                        | Alberto                                         | 1                                               | Edoardo                                 | 2                                       | Pamela                                      | Pamela                                      | Eliminato (Giorno 39)              | Eliminato (Giorno 39)              | Eliminato (Giorno 39)           | Eliminato (Giorno 39)           | Eliminato (Giorno 39)       | Eliminato (Giorno 39)       | Eliminato (Giorno 39)       | Eliminato (Giorno 39)       | Eliminato (Giorno 39)         | Eliminato (Giorno 39)         | Eliminato (Giorno 39)                                | Eliminato (Giorno 39)       | Eliminato (Giorno 39)       | Eliminato (Giorno 39)   | Eliminato (Giorno 39)   | Eliminato (Giorno 39)        | Eliminato (Giorno 39)        | Eliminato (Giorno 39)       | Eliminato (Giorno 39)       | Eliminato (Giorno 39)             | Eliminato (Giorno 39)             | Eliminato (Giorno 39)                          | Eliminato (Giorno 39)                          | Eliminato (Giorno 39)            | Eliminato (Giorno 39)            | Eliminato (Giorno 39)     | Eliminato (Giorno 39)     | Eliminato (Giorno 39)            | Eliminato (Giorno 39)            | Eliminato (Giorno 39)          | Eliminato (Giorno 39)          | Eliminato (Giorno 39)                    | Eliminato (Giorno 39)                    | Eliminato (Giorno 39)                        | Eliminato (Giorno 39)                        | Eliminato (Giorno 39)                 | Eliminato (Giorno 39)                 | Eliminato (Giorno 39)                   | Eliminato (Giorno 39)                   | Eliminato (Giorno 39)                                        | Eliminato (Giorno 39)                                        | Eliminato (Giorno 39)            | Eliminato (Giorno 39)            | Eliminato (Giorno 39)                       | Eliminato (Giorno 39)                       | Eliminato (Giorno 39)           | Eliminato (Giorno 39)           | Eliminato (Giorno 39)                                | Eliminato (Giorno 39)                                | Eliminato (Giorno 39)                  | Eliminato (Giorno 39)                  | Eliminato (Giorno 39)                               | Eliminato (Giorno 39)                               | Eliminato (Giorno 39)                                  | Eliminato (Giorno 39)                                  | Eliminato (Giorno 39)                                  | Eliminato (Giorno 39)              | Eliminato (Giorno 39)              | Eliminato (Giorno 39)                                 | Eliminato (Giorno 39)                                 | Eliminato (Giorno 39)                 | Eliminato (Giorno 39)                 | Eliminato (Giorno 39)                 | Eliminato (Giorno 39)                         | Eliminato (Giorno 39)                         | Eliminato (Giorno 39)           | Eliminato (Giorno 39)           | Eliminato (Giorno 39)           | Eliminato (Giorno 39)           | Eliminato (Giorno 39)                                           | Eliminato (Giorno 39)                                           | Eliminato (Giorno 39)                                           | 5                           |
| Cristina                        | Non votante     | Antonella                      | 1                              | Antonella                                     | 0                                             | Marco                                                      | 0                                                          | Nomination cancellate            | Gegia                                                       | Gegia                                                       | Charlie                             | 1                                   | Giaele                                   | 1                                        | Giaele                                          | 3                                               | Eliminata (Giorno 32)                   | Eliminata (Giorno 32)                   | Eliminata (Giorno 32)                       | Eliminata (Giorno 32)                       | Eliminata (Giorno 32)              | Eliminata (Giorno 32)              | Eliminata (Giorno 32)           | Eliminata (Giorno 32)           | Eliminata (Giorno 32)       | Eliminata (Giorno 32)       | Eliminata (Giorno 32)       | Eliminata (Giorno 32)       | Eliminata (Giorno 32)         | Eliminata (Giorno 32)         | Eliminata (Giorno 32)                                | Eliminata (Giorno 32)       | Eliminata (Giorno 32)       | Eliminata (Giorno 32)   | Eliminata (Giorno 32)   | Eliminata (Giorno 32)        | Eliminata (Giorno 32)        | Eliminata (Giorno 32)       | Eliminata (Giorno 32)       | Eliminata (Giorno 32)             | Eliminata (Giorno 32)             | Eliminata (Giorno 32)                          | Eliminata (Giorno 32)                          | Eliminata (Giorno 32)            | Eliminata (Giorno 32)            | Eliminata (Giorno 32)     | Eliminata (Giorno 32)     | Eliminata (Giorno 32)            | Eliminata (Giorno 32)            | Eliminata (Giorno 32)          | Eliminata (Giorno 32)          | Eliminata (Giorno 32)                    | Eliminata (Giorno 32)                    | Eliminata (Giorno 32)                        | Eliminata (Giorno 32)                        | Eliminata (Giorno 32)                 | Eliminata (Giorno 32)                 | Eliminata (Giorno 32)                   | Eliminata (Giorno 32)                   | Eliminata (Giorno 32)                                        | Eliminata (Giorno 32)                                        | Eliminata (Giorno 32)            | Eliminata (Giorno 32)            | Eliminata (Giorno 32)                       | Eliminata (Giorno 32)                       | Eliminata (Giorno 32)           | Eliminata (Giorno 32)           | Eliminata (Giorno 32)                                | Eliminata (Giorno 32)                                | Eliminata (Giorno 32)                  | Eliminata (Giorno 32)                  | Eliminata (Giorno 32)                               | Eliminata (Giorno 32)                               | Eliminata (Giorno 32)                                  | Eliminata (Giorno 32)                                  | Eliminata (Giorno 32)                                  | Eliminata (Giorno 32)              | Eliminata (Giorno 32)              | Eliminata (Giorno 32)                                 | Eliminata (Giorno 32)                                 | Eliminata (Giorno 32)                 | Eliminata (Giorno 32)                 | Eliminata (Giorno 32)                 | Eliminata (Giorno 32)                         | Eliminata (Giorno 32)                         | Eliminata (Giorno 32)           | Eliminata (Giorno 32)           | Eliminata (Giorno 32)           | Eliminata (Giorno 32)           | Eliminata (Giorno 32)                                           | Eliminata (Giorno 32)                                           | Eliminata (Giorno 32)                                           | 6                           |
| Gegia                           | Non in casa     | Non votante                    | Non votante                    | Antonella                                     | 1                                             | Giaele                                                     | Giaele                                                     | Nominata                         | Antonella                                                   | 9                                                           | Alberto                             | Alberto                             | Eliminata (Giorno 25)                    | Eliminata (Giorno 25)                    | Eliminata (Giorno 25)                           | Eliminata (Giorno 25)                           | Eliminata (Giorno 25)                   | Eliminata (Giorno 25)                   | Eliminata (Giorno 25)                       | Eliminata (Giorno 25)                       | Eliminata (Giorno 25)              | Eliminata (Giorno 25)              | Eliminata (Giorno 25)           | Eliminata (Giorno 25)           | Eliminata (Giorno 25)       | Eliminata (Giorno 25)       | Eliminata (Giorno 25)       | Eliminata (Giorno 25)       | Eliminata (Giorno 25)         | Eliminata (Giorno 25)         | Eliminata (Giorno 25)                                | Eliminata (Giorno 25)       | Eliminata (Giorno 25)       | Eliminata (Giorno 25)   | Eliminata (Giorno 25)   | Eliminata (Giorno 25)        | Eliminata (Giorno 25)        | Eliminata (Giorno 25)       | Eliminata (Giorno 25)       | Eliminata (Giorno 25)             | Eliminata (Giorno 25)             | Eliminata (Giorno 25)                          | Eliminata (Giorno 25)                          | Eliminata (Giorno 25)            | Eliminata (Giorno 25)            | Eliminata (Giorno 25)     | Eliminata (Giorno 25)     | Eliminata (Giorno 25)            | Eliminata (Giorno 25)            | Eliminata (Giorno 25)          | Eliminata (Giorno 25)          | Eliminata (Giorno 25)                    | Eliminata (Giorno 25)                    | Eliminata (Giorno 25)                        | Eliminata (Giorno 25)                        | Eliminata (Giorno 25)                 | Eliminata (Giorno 25)                 | Eliminata (Giorno 25)                   | Eliminata (Giorno 25)                   | Eliminata (Giorno 25)                                        | Eliminata (Giorno 25)                                        | Eliminata (Giorno 25)            | Eliminata (Giorno 25)            | Eliminata (Giorno 25)                       | Eliminata (Giorno 25)                       | Eliminata (Giorno 25)           | Eliminata (Giorno 25)           | Eliminata (Giorno 25)                                | Eliminata (Giorno 25)                                | Eliminata (Giorno 25)                  | Eliminata (Giorno 25)                  | Eliminata (Giorno 25)                               | Eliminata (Giorno 25)                               | Eliminata (Giorno 25)                                  | Eliminata (Giorno 25)                                  | Eliminata (Giorno 25)                                  | Eliminata (Giorno 25)              | Eliminata (Giorno 25)              | Eliminata (Giorno 25)                                 | Eliminata (Giorno 25)                                 | Eliminata (Giorno 25)                 | Eliminata (Giorno 25)                 | Eliminata (Giorno 25)                 | Eliminata (Giorno 25)                         | Eliminata (Giorno 25)                         | Eliminata (Giorno 25)           | Eliminata (Giorno 25)           | Eliminata (Giorno 25)           | Eliminata (Giorno 25)           | Eliminata (Giorno 25)                                           | Eliminata (Giorno 25)                                           | Eliminata (Giorno 25)                                           | 10                          |
| Sara                            | Non votante     | Patrizia                       | 0                              | Nikita                                        | 1                                             | Marco                                                      | 1                                                          | Nomination cancellate            | Ritirata (Giorno 17)                                        | Ritirata (Giorno 17)                                        | Ritirata (Giorno 17)                | Ritirata (Giorno 17)                | Ritirata (Giorno 17)                     | Ritirata (Giorno 17)                     | Ritirata (Giorno 17)                            | Ritirata (Giorno 17)                            | Ritirata (Giorno 17)                    | Ritirata (Giorno 17)                    | Ritirata (Giorno 17)                        | Ritirata (Giorno 17)                        | Ritirata (Giorno 17)               | Ritirata (Giorno 17)               | Ritirata (Giorno 17)            | Ritirata (Giorno 17)            | Ritirata (Giorno 17)        | Ritirata (Giorno 17)        | Ritirata (Giorno 17)        | Ritirata (Giorno 17)        | Ritirata (Giorno 17)          | Ritirata (Giorno 17)          | Ritirata (Giorno 17)                                 | Ritirata (Giorno 17)        | Ritirata (Giorno 17)        | Ritirata (Giorno 17)    | Ritirata (Giorno 17)    | Ritirata (Giorno 17)         | Ritirata (Giorno 17)         | Ritirata (Giorno 17)        | Ritirata (Giorno 17)        | Ritirata (Giorno 17)              | Ritirata (Giorno 17)              | Ritirata (Giorno 17)                           | Ritirata (Giorno 17)                           | Ritirata (Giorno 17)             | Ritirata (Giorno 17)             | Ritirata (Giorno 17)      | Ritirata (Giorno 17)      | Ritirata (Giorno 17)             | Ritirata (Giorno 17)             | Ritirata (Giorno 17)           | Ritirata (Giorno 17)           | Ritirata (Giorno 17)                     | Ritirata (Giorno 17)                     | Ritirata (Giorno 17)                         | Ritirata (Giorno 17)                         | Ritirata (Giorno 17)                  | Ritirata (Giorno 17)                  | Ritirata (Giorno 17)                    | Ritirata (Giorno 17)                    | Ritirata (Giorno 17)                                         | Ritirata (Giorno 17)                                         | Ritirata (Giorno 17)             | Ritirata (Giorno 17)             | Ritirata (Giorno 17)                        | Ritirata (Giorno 17)                        | Ritirata (Giorno 17)            | Ritirata (Giorno 17)            | Ritirata (Giorno 17)                                 | Ritirata (Giorno 17)                                 | Ritirata (Giorno 17)                   | Ritirata (Giorno 17)                   | Ritirata (Giorno 17)                                | Ritirata (Giorno 17)                                | Ritirata (Giorno 17)                                   | Ritirata (Giorno 17)                                   | Ritirata (Giorno 17)                                   | Ritirata (Giorno 17)               | Ritirata (Giorno 17)               | Ritirata (Giorno 17)                                  | Ritirata (Giorno 17)                                  | Ritirata (Giorno 17)                  | Ritirata (Giorno 17)                  | Ritirata (Giorno 17)                  | Ritirata (Giorno 17)                          | Ritirata (Giorno 17)                          | Ritirata (Giorno 17)            | Ritirata (Giorno 17)            | Ritirata (Giorno 17)            | Ritirata (Giorno 17)            | Ritirata (Giorno 17)                                            | Ritirata (Giorno 17)                                            | Ritirata (Giorno 17)                                            | 2                           |
| Giovanni                        | Non in casa     | Non votante                    | Non votante                    | Marco                                         | 0                                             | Marco                                                      | 2                                                          | Nominato                         | Eliminato (Giorno 15)                                       | Eliminato (Giorno 15)                                       | Eliminato (Giorno 15)               | Eliminato (Giorno 15)               | Eliminato (Giorno 15)                    | Eliminato (Giorno 15)                    | Eliminato (Giorno 15)                           | Eliminato (Giorno 15)                           | Eliminato (Giorno 15)                   | Eliminato (Giorno 15)                   | Eliminato (Giorno 15)                       | Eliminato (Giorno 15)                       | Eliminato (Giorno 15)              | Eliminato (Giorno 15)              | Eliminato (Giorno 15)           | Eliminato (Giorno 15)           | Eliminato (Giorno 15)       | Eliminato (Giorno 15)       | Eliminato (Giorno 15)       | Eliminato (Giorno 15)       | Eliminato (Giorno 15)         | Eliminato (Giorno 15)         | Eliminato (Giorno 15)                                | Eliminato (Giorno 15)       | Eliminato (Giorno 15)       | Eliminato (Giorno 15)   | Eliminato (Giorno 15)   | Eliminato (Giorno 15)        | Eliminato (Giorno 15)        | Eliminato (Giorno 15)       | Eliminato (Giorno 15)       | Eliminato (Giorno 15)             | Eliminato (Giorno 15)             | Eliminato (Giorno 15)                          | Eliminato (Giorno 15)                          | Eliminato (Giorno 15)            | Eliminato (Giorno 15)            | Eliminato (Giorno 15)     | Eliminato (Giorno 15)     | Eliminato (Giorno 15)            | Eliminato (Giorno 15)            | Eliminato (Giorno 15)          | Eliminato (Giorno 15)          | Eliminato (Giorno 15)                    | Eliminato (Giorno 15)                    | Eliminato (Giorno 15)                        | Eliminato (Giorno 15)                        | Eliminato (Giorno 15)                 | Eliminato (Giorno 15)                 | Eliminato (Giorno 15)                   | Eliminato (Giorno 15)                   | Eliminato (Giorno 15)                                        | Eliminato (Giorno 15)                                        | Eliminato (Giorno 15)            | Eliminato (Giorno 15)            | Eliminato (Giorno 15)                       | Eliminato (Giorno 15)                       | Eliminato (Giorno 15)           | Eliminato (Giorno 15)           | Eliminato (Giorno 15)                                | Eliminato (Giorno 15)                                | Eliminato (Giorno 15)                  | Eliminato (Giorno 15)                  | Eliminato (Giorno 15)                               | Eliminato (Giorno 15)                               | Eliminato (Giorno 15)                                  | Eliminato (Giorno 15)                                  | Eliminato (Giorno 15)                                  | Eliminato (Giorno 15)              | Eliminato (Giorno 15)              | Eliminato (Giorno 15)                                 | Eliminato (Giorno 15)                                 | Eliminato (Giorno 15)                 | Eliminato (Giorno 15)                 | Eliminato (Giorno 15)                 | Eliminato (Giorno 15)                         | Eliminato (Giorno 15)                         | Eliminato (Giorno 15)           | Eliminato (Giorno 15)           | Eliminato (Giorno 15)           | Eliminato (Giorno 15)           | Eliminato (Giorno 15)                                           | Eliminato (Giorno 15)                                           | Eliminato (Giorno 15)                                           | 2                           |
| Ginevra                         | Non votante     | Cristina                       | 0                              | Giaele                                        | 0                                             | Giaele                                                     | Giaele                                                     | Espulsa (Giorno 15)              | Espulsa (Giorno 15)                                         | Espulsa (Giorno 15)                                         | Espulsa (Giorno 15)                 | Espulsa (Giorno 15)                 | Espulsa (Giorno 15)                      | Espulsa (Giorno 15)                      | Espulsa (Giorno 15)                             | Espulsa (Giorno 15)                             | Espulsa (Giorno 15)                     | Espulsa (Giorno 15)                     | Espulsa (Giorno 15)                         | Espulsa (Giorno 15)                         | Espulsa (Giorno 15)                | Espulsa (Giorno 15)                | Espulsa (Giorno 15)             | Espulsa (Giorno 15)             | Espulsa (Giorno 15)         | Espulsa (Giorno 15)         | Espulsa (Giorno 15)         | Espulsa (Giorno 15)         | Espulsa (Giorno 15)           | Espulsa (Giorno 15)           | Espulsa (Giorno 15)                                  | Espulsa (Giorno 15)         | Espulsa (Giorno 15)         | Espulsa (Giorno 15)     | Espulsa (Giorno 15)     | Espulsa (Giorno 15)          | Espulsa (Giorno 15)          | Espulsa (Giorno 15)         | Espulsa (Giorno 15)         | Espulsa (Giorno 15)               | Espulsa (Giorno 15)               | Espulsa (Giorno 15)                            | Espulsa (Giorno 15)                            | Espulsa (Giorno 15)              | Espulsa (Giorno 15)              | Espulsa (Giorno 15)       | Espulsa (Giorno 15)       | Espulsa (Giorno 15)              | Espulsa (Giorno 15)              | Espulsa (Giorno 15)            | Espulsa (Giorno 15)            | Espulsa (Giorno 15)                      | Espulsa (Giorno 15)                      | Espulsa (Giorno 15)                          | Espulsa (Giorno 15)                          | Espulsa (Giorno 15)                   | Espulsa (Giorno 15)                   | Espulsa (Giorno 15)                     | Espulsa (Giorno 15)                     | Espulsa (Giorno 15)                                          | Espulsa (Giorno 15)                                          | Espulsa (Giorno 15)              | Espulsa (Giorno 15)              | Espulsa (Giorno 15)                         | Espulsa (Giorno 15)                         | Espulsa (Giorno 15)             | Espulsa (Giorno 15)             | Espulsa (Giorno 15)                                  | Espulsa (Giorno 15)                                  | Espulsa (Giorno 15)                    | Espulsa (Giorno 15)                    | Espulsa (Giorno 15)                                 | Espulsa (Giorno 15)                                 | Espulsa (Giorno 15)                                    | Espulsa (Giorno 15)                                    | Espulsa (Giorno 15)                                    | Espulsa (Giorno 15)                | Espulsa (Giorno 15)                | Espulsa (Giorno 15)                                   | Espulsa (Giorno 15)                                   | Espulsa (Giorno 15)                   | Espulsa (Giorno 15)                   | Espulsa (Giorno 15)                   | Espulsa (Giorno 15)                           | Espulsa (Giorno 15)                           | Espulsa (Giorno 15)             | Espulsa (Giorno 15)             | Espulsa (Giorno 15)             | Espulsa (Giorno 15)             | Espulsa (Giorno 15)                                             | Espulsa (Giorno 15)                                             | Espulsa (Giorno 15)                                             | 0                           |
| Marco                           | Non in casa     | Non votante                    | Non votante                    | Daniele                                       | 5                                             | Giovanni                                                   | 12                                                         | Ritirato (Giorno 13)             | Ritirato (Giorno 13)                                        | Ritirato (Giorno 13)                                        | Ritirato (Giorno 13)                | Ritirato (Giorno 13)                | Ritirato (Giorno 13)                     | Ritirato (Giorno 13)                     | Ritirato (Giorno 13)                            | Ritirato (Giorno 13)                            | Ritirato (Giorno 13)                    | Ritirato (Giorno 13)                    | Ritirato (Giorno 13)                        | Ritirato (Giorno 13)                        | Ritirato (Giorno 13)               | Ritirato (Giorno 13)               | Ritirato (Giorno 13)            | Ritirato (Giorno 13)            | Ritirato (Giorno 13)        | Ritirato (Giorno 13)        | Ritirato (Giorno 13)        | Ritirato (Giorno 13)        | Ritirato (Giorno 13)          | Ritirato (Giorno 13)          | Ritirato (Giorno 13)                                 | Ritirato (Giorno 13)        | Ritirato (Giorno 13)        | Ritirato (Giorno 13)    | Ritirato (Giorno 13)    | Ritirato (Giorno 13)         | Ritirato (Giorno 13)         | Ritirato (Giorno 13)        | Ritirato (Giorno 13)        | Ritirato (Giorno 13)              | Ritirato (Giorno 13)              | Ritirato (Giorno 13)                           | Ritirato (Giorno 13)                           | Ritirato (Giorno 13)             | Ritirato (Giorno 13)             | Ritirato (Giorno 13)      | Ritirato (Giorno 13)      | Ritirato (Giorno 13)             | Ritirato (Giorno 13)             | Ritirato (Giorno 13)           | Ritirato (Giorno 13)           | Ritirato (Giorno 13)                     | Ritirato (Giorno 13)                     | Ritirato (Giorno 13)                         | Ritirato (Giorno 13)                         | Ritirato (Giorno 13)                  | Ritirato (Giorno 13)                  | Ritirato (Giorno 13)                    | Ritirato (Giorno 13)                    | Ritirato (Giorno 13)                                         | Ritirato (Giorno 13)                                         | Ritirato (Giorno 13)             | Ritirato (Giorno 13)             | Ritirato (Giorno 13)                        | Ritirato (Giorno 13)                        | Ritirato (Giorno 13)            | Ritirato (Giorno 13)            | Ritirato (Giorno 13)                                 | Ritirato (Giorno 13)                                 | Ritirato (Giorno 13)                   | Ritirato (Giorno 13)                   | Ritirato (Giorno 13)                                | Ritirato (Giorno 13)                                | Ritirato (Giorno 13)                                   | Ritirato (Giorno 13)                                   | Ritirato (Giorno 13)                                   | Ritirato (Giorno 13)               | Ritirato (Giorno 13)               | Ritirato (Giorno 13)                                  | Ritirato (Giorno 13)                                  | Ritirato (Giorno 13)                  | Ritirato (Giorno 13)                  | Ritirato (Giorno 13)                  | Ritirato (Giorno 13)                          | Ritirato (Giorno 13)                          | Ritirato (Giorno 13)            | Ritirato (Giorno 13)            | Ritirato (Giorno 13)            | Ritirato (Giorno 13)            | Ritirato (Giorno 13)                                            | Ritirato (Giorno 13)                                            | Ritirato (Giorno 13)                                            | 17                          |
|                                 |                 |                                |                                |                                               |                                               |                                                            |                                                            |                                  |                                                             |                                                             |                                     |                                     |                                          |                                          |                                                 |                                                 |                                         |                                         |                                             |                                             |                                    |                                    |                                 |                                 |                             |                             |                             |                             |                               |                               |                                                      |                             |                             |                         |                         |                              |                              |                             |                             |                                   |                                   |                                                |                                                |                                  |                                  |                           |                           |                                  |                                  |                                |                                |                                          |                                          |                                              |                                              |                                       |                                       |                                         |                                         |                                                              |                                                              |                                  |                                  |                                             |                                             |                                 |                                 |                                                      |                                                      |                                        |                                        |                                                     |                                                     |                                                        |                                                        |                                                        |                                    |                                    |                                                       |                                                       |                                       |                                       |                                       |                                               |                                               |                                 |                                 |                                 |                                 |                                                                 |                                                                 |                                                                 |                             |
| Annotazioni                     | [ 19 ]          | [ 19 ]                         | [ 19 ]                         | [ 20 ] [ 21 ] [ 22 ] [ 23 ]                   | [ 20 ] [ 21 ] [ 22 ] [ 23 ]                   | [ 20 ] [ 21 ] [ 22 ] [ 23 ]                                | [ 20 ] [ 21 ] [ 22 ] [ 23 ]                                | [ 24 ] [ 25 ] [ 26 ] [ 27 ]      | [ 24 ] [ 25 ] [ 26 ] [ 27 ]                                 | [ 24 ] [ 25 ] [ 26 ] [ 27 ]                                 | [ 28 ] [ 29 ] [ 30 ] [ 31 ]         | [ 28 ] [ 29 ] [ 30 ] [ 31 ]         | [ 28 ] [ 29 ] [ 30 ] [ 31 ]              | [ 28 ] [ 29 ] [ 30 ] [ 31 ]              | [ 32 ] [ 33 ] [ 34 ] [ 35 ]                     | [ 32 ] [ 33 ] [ 34 ] [ 35 ]                     | [ 32 ] [ 33 ] [ 34 ] [ 35 ]             | [ 32 ] [ 33 ] [ 34 ] [ 35 ]             | [ 36 ] [ 37 ] [ 38 ] [ 39 ] [ 40 ]          | [ 36 ] [ 37 ] [ 38 ] [ 39 ] [ 40 ]          | [ 36 ] [ 37 ] [ 38 ] [ 39 ] [ 40 ] | [ 36 ] [ 37 ] [ 38 ] [ 39 ] [ 40 ] | [ 41 ] [ 42 ] [ 43 ] [ 44 ]     | [ 41 ] [ 42 ] [ 43 ] [ 44 ]     | [ 41 ] [ 42 ] [ 43 ] [ 44 ] | [ 41 ] [ 42 ] [ 43 ] [ 44 ] | [ 45 ] [ 46 ] [ 47 ] [ 48 ] | [ 45 ] [ 46 ] [ 47 ] [ 48 ] | [ 45 ] [ 46 ] [ 47 ] [ 48 ]   | [ 45 ] [ 46 ] [ 47 ] [ 48 ]   | [ 49 ] [ 50 ]                                        | [ 51 ] [ 52 ]               | [ 51 ] [ 52 ]               | [ 53 ] [ 54 ]           | [ 53 ] [ 54 ]           | [ 55 ] [ 56 ] [ 57 ] [ 58 ]  | [ 55 ] [ 56 ] [ 57 ] [ 58 ]  | [ 55 ] [ 56 ] [ 57 ] [ 58 ] | [ 55 ] [ 56 ] [ 57 ] [ 58 ] | [ 59 ] [ 60 ] [ 61 ] [ 62 ]       | [ 59 ] [ 60 ] [ 61 ] [ 62 ]       | [ 59 ] [ 60 ] [ 61 ] [ 62 ]                    | [ 59 ] [ 60 ] [ 61 ] [ 62 ]                    | [ 63 ] [ 64 ]                    | [ 63 ] [ 64 ]                    | [ 65 ] [ 66 ]             | [ 65 ] [ 66 ]             | [ 67 ] [ 68 ]                    | [ 67 ] [ 68 ]                    | [ 69 ] [ 70 ]                  | [ 69 ] [ 70 ]                  | [ 71 ] [ 72 ]                            | [ 71 ] [ 72 ]                            | [ 73 ] [ 74 ]                                | [ 73 ] [ 74 ]                                | [ 75 ] [ 76 ]                         | [ 75 ] [ 76 ]                         | [ 77 ] [ 78 ] [ 79 ] [ 80 ]             | [ 77 ] [ 78 ] [ 79 ] [ 80 ]             | [ 77 ] [ 78 ] [ 79 ] [ 80 ]                                  | [ 77 ] [ 78 ] [ 79 ] [ 80 ]                                  | [ 81 ] [ 82 ] [ 83 ] [ 84 ]      | [ 81 ] [ 82 ] [ 83 ] [ 84 ]      | [ 81 ] [ 82 ] [ 83 ] [ 84 ]                 | [ 81 ] [ 82 ] [ 83 ] [ 84 ]                 | [ 85 ] [ 86 ] [ 87 ] [ 88 ]     | [ 85 ] [ 86 ] [ 87 ] [ 88 ]     | [ 85 ] [ 86 ] [ 87 ] [ 88 ]                          | [ 85 ] [ 86 ] [ 87 ] [ 88 ]                          | [ 89 ] [ 90 ] [ 91 ] [ 92 ]            | [ 89 ] [ 90 ] [ 91 ] [ 92 ]            | [ 89 ] [ 90 ] [ 91 ] [ 92 ]                         | [ 89 ] [ 90 ] [ 91 ] [ 92 ]                         | [ 93 ] [ 94 ] [ 95 ] [ 96 ] [ 97 ]                     | [ 93 ] [ 94 ] [ 95 ] [ 96 ] [ 97 ]                     | [ 93 ] [ 94 ] [ 95 ] [ 96 ] [ 97 ]                     | [ 93 ] [ 94 ] [ 95 ] [ 96 ] [ 97 ] | [ 93 ] [ 94 ] [ 95 ] [ 96 ] [ 97 ] | [ 98 ] [ 99 ] [ 100 ] [ 101 ] [ 102 ]                 | [ 98 ] [ 99 ] [ 100 ] [ 101 ] [ 102 ]                 | [ 98 ] [ 99 ] [ 100 ] [ 101 ] [ 102 ] | [ 98 ] [ 99 ] [ 100 ] [ 101 ] [ 102 ] | [ 98 ] [ 99 ] [ 100 ] [ 101 ] [ 102 ] | [ 103 ] [ 104 ]                               | [ 103 ] [ 104 ]                               | [ 105 ] [ 106 ] [ 107 ] [ 108 ] | [ 105 ] [ 106 ] [ 107 ] [ 108 ] | [ 105 ] [ 106 ] [ 107 ] [ 108 ] | [ 105 ] [ 106 ] [ 107 ] [ 108 ] | [ 109 ] [ 110 ] [ 111 ] [ 112 ] [ 113 ] [ 114 ] [ 115 ] [ 116 ] | [ 109 ] [ 110 ] [ 111 ] [ 112 ] [ 113 ] [ 114 ] [ 115 ] [ 116 ] | [ 109 ] [ 110 ] [ 111 ] [ 112 ] [ 113 ] [ 114 ] [ 115 ] [ 116 ] |                             |
| Nominati                        | Nessuno         | Alberto Antonella              | Alberto Antonella              | Antonella Daniele Edoardo Giaele Marco Nikita | Antonella Daniele Edoardo Giaele Marco Nikita | Giaele Giovanni Marco                                      | Giaele Giovanni Marco                                      | Elenoire Gegia Giovanni Patrizia | Alberto Antonella Attilio Edoardo Gegia Giaele Pamela Wilma | Alberto Antonella Attilio Edoardo Gegia Giaele Pamela Wilma | Attilio Charlie Gegia Giaele Nikita | Attilio Charlie Gegia Giaele Nikita | Antonino Giaele Nikita                   | Antonino Giaele Nikita                   | Alberto Antonino Attilio Cristina George Giaele | Alberto Antonino Attilio Cristina George Giaele | Amaurys Attilio Carolina Edoardo Giaele | Amaurys Attilio Carolina Edoardo Giaele | Amaurys George Giaele Pamela                | Amaurys George Giaele Pamela                | Elenoire                           | Elenoire                           | Carolina George Pamela Patrizia | Carolina George Pamela Patrizia | Attilio George Nikita       | Attilio George Nikita       | Attilio Giaele Pamela       | Attilio Giaele Pamela       | Charlie George Patrizia Wilma | Charlie George Patrizia Wilma | Attilio Charlie Luca Onestini Patrizia Sarah Tavassi | Charlie Giaele Luca Nikita  | Charlie Giaele Luca Nikita  | Luciano Micol Patrizia  | Luciano Micol Patrizia  | Charlie Daniele              | Charlie Daniele              | Attilio Charlie             | Attilio Charlie             | Attilio Daniele Edoardo Sarah     | Attilio Daniele Edoardo Sarah     | Antonino Attilio Charlie Giaele Patrizia Sarah | Antonino Attilio Charlie Giaele Patrizia Sarah | Antonella Antonino Oriana Sarah  | Antonella Antonino Oriana Sarah  | Nikita Oriana Sarah Wilma | Nikita Oriana Sarah Wilma | Dana Davide Oriana               | Dana Davide Oriana               | Dana Murgia Nikita             | Dana Murgia Nikita             | Alberto George Giaele Nikita Sarah Wilma | Alberto George Giaele Nikita Sarah Wilma | George Nikita Oriana                         | George Nikita Oriana                         | Alberto Antonella Davide Nikita       | Alberto Antonella Davide Nikita       | Antonino Attilio Edoardo Onestini Sarah | Antonino Attilio Edoardo Onestini Sarah | Antonino Attilio Daniele Davide Edoardo Murgia Nikita Oriana | Antonino Attilio Daniele Davide Edoardo Murgia Nikita Oriana | Antonella Antonino Nikita Oriana | Antonella Antonino Nikita Oriana | Andrea Antonino Daniele Murgia Nikita Sarah | Andrea Antonino Daniele Murgia Nikita Sarah | Antonella Antonino Micol Nikita | Antonella Antonino Micol Nikita | Antonella Edoardo Micol Murgia Nikita Oriana Tavassi | Antonella Edoardo Micol Murgia Nikita Oriana Tavassi | Antonella Edoardo Nikita Sarah Tavassi | Antonella Edoardo Nikita Sarah Tavassi | Andrea Antonella Davide Micol Nikita Oriana Tavassi | Andrea Antonella Davide Micol Nikita Oriana Tavassi | Alberto Antonella Davide Giaele Milena Nikita Onestini | Alberto Antonella Davide Giaele Milena Nikita Onestini | Alberto Antonella Davide Giaele Milena Nikita Onestini | Andrea Daniele Giaele Nikita       | Andrea Daniele Giaele Nikita       | Antonella Daniele Giaele Micol Milena Nikita Onestini | Antonella Daniele Giaele Micol Milena Nikita Onestini | Antonella Giaele Milena Nikita        | Antonella Giaele Milena Nikita        | Antonella Giaele Milena Nikita        | Alberto Andrea Milena Nikita Onestini Tavassi | Alberto Andrea Milena Nikita Onestini Tavassi | Alberto Nikita Onestini         | Alberto Nikita Onestini         | Alberto Nikita Onestini         | Alberto Milena                  | Micol Nikita                                                    | Alberto Giaele                                                  | Nikita Oriana                                                   |                             |
| Nominati                        | Nessuno         | Alberto Antonella              | Alberto Antonella              | Antonella Daniele Edoardo Giaele Marco Nikita | Antonella Daniele Edoardo Giaele Marco Nikita | Giaele Giovanni Marco                                      | Giaele Giovanni Marco                                      | Elenoire Gegia Giovanni Patrizia | Alberto Antonella Attilio Edoardo Gegia Giaele Pamela Wilma | Alberto Antonella Attilio Edoardo Gegia Giaele Pamela Wilma | Attilio Charlie Gegia Giaele Nikita | Attilio Charlie Gegia Giaele Nikita | Antonino Giaele Nikita                   | Antonino Giaele Nikita                   | Alberto Antonino Attilio Cristina George Giaele | Alberto Antonino Attilio Cristina George Giaele | Amaurys Attilio Carolina Edoardo Giaele | Amaurys Attilio Carolina Edoardo Giaele | Amaurys George Giaele Pamela                | Amaurys George Giaele Pamela                | Antonella Nikita Pamela            | Antonella Nikita Pamela            | Carolina George Pamela Patrizia | Carolina George Pamela Patrizia | Attilio George Nikita       | Attilio George Nikita       | Attilio Giaele Pamela       | Attilio Giaele Pamela       | Charlie George Patrizia Wilma | Charlie George Patrizia Wilma | Attilio Charlie Luca Onestini Patrizia Sarah Tavassi | Charlie Giaele Luca Nikita  | Charlie Giaele Luca Nikita  | Luciano Micol Patrizia  | Luciano Micol Patrizia  | Charlie Daniele              | Charlie Daniele              | Attilio Charlie             | Attilio Charlie             | Attilio Daniele Edoardo Sarah     | Attilio Daniele Edoardo Sarah     | Antonino Attilio Charlie Giaele Patrizia Sarah | Antonino Attilio Charlie Giaele Patrizia Sarah | Antonella Antonino Oriana Sarah  | Antonella Antonino Oriana Sarah  | Nikita Oriana Sarah Wilma | Nikita Oriana Sarah Wilma | Dana Davide Oriana               | Dana Davide Oriana               | Dana Murgia Nikita             | Dana Murgia Nikita             | Alberto George Giaele Nikita Sarah Wilma | Alberto George Giaele Nikita Sarah Wilma | George Nikita Oriana                         | George Nikita Oriana                         | Alberto Antonella Davide Nikita       | Alberto Antonella Davide Nikita       | Antonino Attilio Edoardo Onestini Sarah | Antonino Attilio Edoardo Onestini Sarah | Antonino Attilio Daniele Davide Edoardo Murgia Nikita Oriana | Antonino Attilio Daniele Davide Edoardo Murgia Nikita Oriana | Antonella Antonino Nikita Oriana | Antonella Antonino Nikita Oriana | Andrea Antonino Daniele Murgia Nikita Sarah | Andrea Antonino Daniele Murgia Nikita Sarah | Antonella Antonino Micol Nikita | Antonella Antonino Micol Nikita | Antonella Edoardo Micol Murgia Nikita Oriana Tavassi | Antonella Edoardo Micol Murgia Nikita Oriana Tavassi | Antonella Edoardo Nikita Sarah Tavassi | Antonella Edoardo Nikita Sarah Tavassi | Andrea Antonella Davide Micol Nikita Oriana Tavassi | Andrea Antonella Davide Micol Nikita Oriana Tavassi | Alberto Antonella Davide Giaele Milena Nikita Onestini | Alberto Antonella Davide Giaele Milena Nikita Onestini | Alberto Antonella Davide Giaele Milena Nikita Onestini | Andrea Daniele Giaele Nikita       | Andrea Daniele Giaele Nikita       | Antonella Daniele Giaele Micol Milena Nikita Onestini | Antonella Daniele Giaele Micol Milena Nikita Onestini | Antonella Giaele Milena Nikita        | Antonella Giaele Milena Nikita        | Antonella Giaele Milena Nikita        | Alberto Andrea Milena Nikita Onestini Tavassi | Alberto Andrea Milena Nikita Onestini Tavassi | Alberto Nikita Onestini         | Alberto Nikita Onestini         | Alberto Nikita Onestini         | Alberto Milena                  | Oriana Tavassi                                                  | Alberto Nikita Oriana                                           | Nikita Oriana                                                   |                             |
| Ritirati                        | Nessuno         | Nessuno                        | Nessuno                        | Nessuno                                       | Nessuno                                       | Marco                                                      | Marco                                                      | Sara                             | Nessuno                                                     | Nessuno                                                     | Nessuno                             | Nessuno                             | Nessuno                                  | Nessuno                                  | Nessuno                                         | Nessuno                                         | Nessuno                                 | Nessuno                                 | Nessuno                                     | Nessuno                                     | Nessuno                            | Nessuno                            | Nessuno                         | Nessuno                         | Nessuno                     | Nessuno                     | Nessuno                     | Nessuno                     | Nessuno                       | Nessuno                       | Nessuno                                              | Nessuno                     | Nessuno                     | Nessuno                 | Nessuno                 | Nessuno                      | Nessuno                      | Nessuno                     | Nessuno                     | Nessuno                           | Nessuno                           | Nessuno                                        | Nessuno                                        | Nessuno                          | Nessuno                          | Luca                      | Luca                      | Patrizia                         | Patrizia                         | Nessuno                        | Nessuno                        | Nessuno                                  | Nessuno                                  | Nessuno                                      | Nessuno                                      | Nessuno                               | Nessuno                               | Nessuno                                 | Nessuno                                 | Nessuno                                                      | Nessuno                                                      | Nessuno                          | Nessuno                          | Nessuno                                     | Nessuno                                     | Nessuno                         | Nessuno                         | Nessuno                                              | Nessuno                                              | Nessuno                                | Nessuno                                | Nessuno                                             | Nessuno                                             | Nessuno                                                | Nessuno                                                | Nessuno                                                | Nessuno                            | Nessuno                            | Nessuno                                               | Nessuno                                               | Nessuno                               | Nessuno                               | Nessuno                               | Nessuno                                       | Nessuno                                       | Nessuno                         | Nessuno                         | Nessuno                         | Nessuno                         | Nessuno                                                         | Nessuno                                                         | Nessuno                                                         |                             |
| Espulsi                         | Nessuno         | Nessuno                        | Nessuno                        | Nessuno                                       | Nessuno                                       | Nessuno                                                    | Nessuno                                                    | Ginevra                          | Nessuno                                                     | Nessuno                                                     | Nessuno                             | Nessuno                             | Nessuno                                  | Nessuno                                  | Nessuno                                         | Nessuno                                         | Nessuno                                 | Nessuno                                 | Nessuno                                     | Nessuno                                     | Nessuno                            | Nessuno                            | Nessuno                         | Nessuno                         | Nessuno                     | Nessuno                     | Nessuno                     | Nessuno                     | Nessuno                       | Nessuno                       | Nessuno                                              | Nessuno                     | Nessuno                     | Nessuno                 | Nessuno                 | Nessuno                      | Nessuno                      | Nessuno                     | Nessuno                     | Riccardo                          | Riccardo                          | Nessuno                                        | Nessuno                                        | Nessuno                          | Nessuno                          | Nessuno                   | Nessuno                   | Nessuno                          | Nessuno                          | Nessuno                        | Nessuno                        | Nessuno                                  | Nessuno                                  | Nessuno                                      | Nessuno                                      | Nessuno                               | Nessuno                               | Nessuno                                 | Nessuno                                 | Nessuno                                                      | Nessuno                                                      | Nessuno                          | Nessuno                          | Nessuno                                     | Nessuno                                     | Nessuno                         | Nessuno                         | Nessuno                                              | Nessuno                                              | Nessuno                                | Nessuno                                | Nessuno                                             | Nessuno                                             | Nessuno                                                | Nessuno                                                | Nessuno                                                | Edoardo                            | Edoardo                            | Nessuno                                               | Nessuno                                               | Daniele                               | Daniele                               | Daniele                               | Nessuno                                       | Nessuno                                       | Nessuno                         | Nessuno                         | Nessuno                         | Nessuno                         | Nessuno                                                         | Nessuno                                                         | Nessuno                                                         |                             |
| Eliminati                       | Nessun televoto | Antonella 4 voti per eliminare | Antonella 4 voti per eliminare | Antonella 48% per il preferito                | Antonella 48% per il preferito                | Televoto annullato                                         | Televoto annullato                                         | Giovanni 3% per salvare          | Antonella 42% per il preferito                              | Antonella 42% per il preferito                              | Gegia 9% per salvare                | Gegia 9% per salvare                | Nikita 48% per il preferito              | Nikita 48% per il preferito              | Cristina 7% per salvare                         | Cristina 7% per salvare                         | Edoardo 40% per il preferito            | Edoardo 40% per il preferito            | Amaurys 19% per salvare                     | Amaurys 19% per salvare                     | Elenoire 90% per eliminare         | Elenoire 90% per eliminare         | Carolina 15% per salvare        | Carolina 15% per salvare        | Nikita 52% per il preferito | Nikita 52% per il preferito | Pamela 27% per salvare      | Pamela 27% per salvare      | Televoto annullato            | Televoto annullato            | Tavassi 49% per il preferito                         | Nikita 41% per il preferito | Nikita 41% per il preferito | Luciano 14% per salvare | Luciano 14% per salvare | Daniele 73% per il preferito | Daniele 73% per il preferito | Charlie 40% per salvare     | Charlie 40% per salvare     | Daniele 45% per il preferito      | Daniele 45% per il preferito      | Charlie 8% per salvare                         | Charlie 8% per salvare                         | Antonella 45% per il preferito   | Antonella 45% per il preferito   | Wilma 11% per salvare     | Wilma 11% per salvare     | Oriana 58% per il preferito      | Oriana 58% per il preferito      | Dana 28% per salvare           | Dana 28% per salvare           | Wilma 3% per salvare                     | Wilma 3% per salvare                     | George 22% per salvare                       | George 22% per salvare                       | Alberto 39% per il preferito          | Alberto 39% per il preferito          | Attilio 6% per salvare                  | Attilio 6% per salvare                  | Attilio 5% per salvare                                       | Attilio 5% per salvare                                       | Oriana 43% per il preferito      | Oriana 43% per il preferito      | Sarah 9% per salvare                        | Sarah 9% per salvare                        | Antonino 12% per salvare        | Antonino 12% per salvare        | Murgia 7% per salvare                                | Murgia 7% per salvare                                | Sarah 12% per salvare                  | Sarah 12% per salvare                  | Oriana 28% per la finale                            | Oriana 28% per la finale                            | Davide 4% per salvare                                  | Davide 4% per salvare                                  | Davide 4% per salvare                                  | Andrea 11% per salvare             | Andrea 11% per salvare             | Micol 33% per la finale                               | Micol 33% per la finale                               | Giaele 48% per la finale              | Giaele 48% per la finale              | Giaele 48% per la finale              | Tavassi 55% per la finale                     | Tavassi 55% per la finale                     | Nikita 48% per la finale        | Nikita 48% per la finale        | Nikita 48% per la finale        | Alberto 52% per la finale       | Micol 45% per salvare                                           | Giaele 45% per salvare                                          | Oriana 47% per vincere                                          |                             |
| Eliminati                       | Nessun televoto | Alberto 3 voti per eliminare   | Alberto 3 voti per eliminare   | Antonella 48% per il preferito                | Antonella 48% per il preferito                | Televoto annullato                                         | Televoto annullato                                         | Giovanni 3% per salvare          | Antonella 42% per il preferito                              | Antonella 42% per il preferito                              | Gegia 9% per salvare                | Gegia 9% per salvare                | Nikita 48% per il preferito              | Nikita 48% per il preferito              | Cristina 7% per salvare                         | Cristina 7% per salvare                         | Edoardo 40% per il preferito            | Edoardo 40% per il preferito            | Amaurys 19% per salvare                     | Amaurys 19% per salvare                     | Nikita 54% per il preferito        | Nikita 54% per il preferito        | Carolina 15% per salvare        | Carolina 15% per salvare        | Nikita 52% per il preferito | Nikita 52% per il preferito | Pamela 27% per salvare      | Pamela 27% per salvare      | Televoto annullato            | Televoto annullato            | Tavassi 49% per il preferito                         | Nikita 41% per il preferito | Nikita 41% per il preferito | Luciano 14% per salvare | Luciano 14% per salvare | Charlie 27% per il preferito | Charlie 27% per il preferito | Charlie 40% per salvare     | Charlie 40% per salvare     | Daniele 45% per il preferito      | Daniele 45% per il preferito      | Charlie 8% per salvare                         | Charlie 8% per salvare                         | Antonella 45% per il preferito   | Antonella 45% per il preferito   | Wilma 11% per salvare     | Wilma 11% per salvare     | Oriana 58% per il preferito      | Oriana 58% per il preferito      | Dana 28% per salvare           | Dana 28% per salvare           | Wilma 3% per salvare                     | Wilma 3% per salvare                     | George 22% per salvare                       | George 22% per salvare                       | Alberto 39% per il preferito          | Alberto 39% per il preferito          | Attilio 6% per salvare                  | Attilio 6% per salvare                  | Attilio 5% per salvare                                       | Attilio 5% per salvare                                       | Oriana 43% per il preferito      | Oriana 43% per il preferito      | Sarah 9% per salvare                        | Sarah 9% per salvare                        | Antonino 12% per salvare        | Antonino 12% per salvare        | Murgia 7% per salvare                                | Murgia 7% per salvare                                | Sarah 12% per salvare                  | Sarah 12% per salvare                  | Oriana 28% per la finale                            | Oriana 28% per la finale                            | Davide 4% per salvare                                  | Davide 4% per salvare                                  | Davide 4% per salvare                                  | Andrea 11% per salvare             | Andrea 11% per salvare             | Micol 33% per la finale                               | Micol 33% per la finale                               | Antonella 8% per la finale            | Antonella 8% per la finale            | Antonella 8% per la finale            | Andrea 1% per la finale                       | Andrea 1% per la finale                       | Onestini 24% per la finale      | Onestini 24% per la finale      | Onestini 24% per la finale      | Milena 48% per la finale        | Tavassi 40% per salvare                                         | Alberto 5% per vincere (su 3)                                   | Nikita 53% per vincere                                          |                             |

- Nikita Pelizon, con 75 nomination, è la concorrente più nominata nella storia del GFVIP, superando il record precedentemente stabilito da Miriana Trevisan (60). Inoltre, è la concorrente ad essere stata più volte al televoto (27).
- Con 4 concorrenti ritirati, questa edizione, assieme al GFVIP 4 e al GFVIP 6, risulta quella con più ritiri del Grande Fratello VIP.

## Cronologia degli episodi
- Giorno 1: Il primo giorno entrano nella casa quindici dei ventitré concorrenti, ossia: Alberto De Pisis, Amaurys Pérez, Antonella Fiordelisi, Antonino Spinalbese, Attilio Romita, Charlie Gnocchi, Cristina Quaranta, Elenoire Ferruzzi, George Ciupilan, Ginevra Lamborghini, Luca Salatino, Nikita Pelizon, Pamela Prati, Patrizia Rossetti e Sara Manfuso. Questa puntata non ha previsto nessuna nomination.
- Giorno 4: Entrano nella casa altri otto concorrenti, ossia: Carolina Marconi, Daniele Dal Moro, Edoardo Donnamaria, Gegia, Sofia Giaele De Donà, Giovanni Ciacci, Marco Bellavia e Wilma Goich.
- Giorno 5: Durante il GFVIP Night ogni concorrente prende un bussolotto sigillato a caso, firmandolo con il proprio nome e cognome. I bussolotti saranno aperti nel corso delle settimane dall'eliminato di turno, e solo in due di essi (uno per gli uomini e uno per le donne) è presente la scritta "Rientri in gioco", dando così l'opportunità a due dei concorrenti eliminati che ne sono in possesso di rientrare nella casa.
- Giorno 7: Alcuni concorrenti escono momentaneamente dalla casa per recarsi presso i loro seggi elettorali ed esercitare il proprio diritto di voto in occasione delle elezioni politiche. Chi vota in luoghi diversi da Roma, ossia Alberto De Pisis e Patrizia Rossetti, ha l'obbligo di sottoporsi ad una quarantena fuori dalla casa che termina il giorno 11.
- Giorno 8: Per comunicare ai concorrenti l'esito delle elezioni politiche nazionali tenutesi il giorno precedente, poco prima della puntata serale è stata mostrata la diretta del TG5 sul maxischermo del salone.
- Giorno 11: Alberto De Pisis e Patrizia Rossetti sono rientrati in casa al termine dei cinque giorni di quarantena.
- Giorno 13: Marco Bellavia decide di ritirarsi per motivi personali. Il televoto che lo coinvolgeva insieme a Sofia Giaele De Donà e Giovanni Ciacci è stato pertanto annullato.
- Giorno 15: Durante la puntata del 3 ottobre, Ginevra Lamborghini viene espulsa dalla casa per la violenza verbale usata contro Marco Bellavia. Durante la serata vengono presi altri quattro provvedimenti per Elenoire Ferruzzi, Gegia, Giovanni Ciacci e Patrizia Rossetti, i quali vanno direttamente ad un televoto flash che decreterà l'eliminazione di uno di loro e alla chiusura del televoto viene eliminato Giovanni.
- Giorno 17: Alle ore 14:00 un cortocircuito in casa fa saltare la diretta sul canale Mediaset Extra e sulle regie visibili in Internet con Mediaset Infinity. Saltuariamente si vedono solo delle immagini live per via del generatore di emergenza, ma anche quest'ultimo sembra essere guasto e non permette di far proseguire la diretta. Tornerà tutto normale soltanto alle ore 19:00. Poco dopo Sara Manfuso, dopo aver spiegato di non sentirsi bene con i concorrenti presenti nella casa dopo le accuse di bullismo nei confronti di Marco Bellavia, decide di ritirarsi e abbandona la casa.
- Giorno 22: In un televoto dove non era prevista un'eliminazione, Antonella Fiordelisi risulta la più votata nella nomination, pertanto le viene conferito un vantaggio. Infatti ad Antonella viene chiesto di scegliere, tra gli altri sette nominati, il nome di un concorrente da mandare direttamente in nomination. La scelta ricade su Gegia, che viene designata come prima nominata della nomination.
- Giorno 29: In un televoto dove non era prevista un'eliminazione, Nikita Pelizon risulta la più votata nella nomination, pertanto le viene conferito un vantaggio. Infatti a Nikita viene chiesto di scegliere, tra gli altri cinque nominati, il nome di un concorrente da mandare direttamente in nomination. La scelta ricade su Antonino Spinalbese, che viene designato come primo nominato della nomination.
- Giorno 36: In un televoto dove non era prevista un'eliminazione, Edoardo Donnamaria risulta il più votato nella nomination, pertanto gli viene conferito un vantaggio. Infatti a Edoardo viene chiesto di scegliere, tra gli altri cinque nominati, il nome di un concorrente da mandare direttamente in nomination. La scelta ricade su Amaurys Pérez, che viene designato come primo nominato della nomination.
- Giorno 39: A seguito di un provvedimento disciplinare, Elenoire Ferruzzi viene mandata ad un televoto flash dove viene chiesto al pubblico se vuole salvarla oppure no; con il 90% dei voti, viene decretata la sua eliminazione.
- Giorno 43: In un televoto dove non era prevista un'eliminazione, Nikita Pelizon risulta la più votata nella nomination, pertanto le viene conferito un vantaggio. Infatti a Nikita viene chiesto di scegliere, tra le altre due nominate, il nome di una concorrente da mandare direttamente in nomination. La scelta ricade su Pamela Prati, che viene designata come prima nominata della nomination.
- Giorno 46: Micol Incorvaia, Sarah Altobello, Edoardo Tavassi, Luciano Punzo, Luca Onestini e Oriana Marzoli entrano nella casa in qualità di nuovi concorrenti.
- Giorno 50: In un televoto dove non era prevista un'eliminazione, Nikita Pelizon risulta la più votata nella nomination, pertanto le viene conferito un vantaggio. Infatti a Nikita viene chiesto di scegliere, tra gli altri due nominati, il nome di un concorrente da mandare direttamente in nomination. La scelta ricade su Attilio Romita, che viene designato come primo nominato della nomination.
- Giorno 55: Patrizia Rossetti lascia momentaneamente la casa per motivi di salute. In seguito viene rilevata la sua positività al COVID-19. Successivamente ad alcuni controlli, anche Attilio Romita, Charlie Gnocchi e Luca Onestini risultano positivi e di conseguenza anche loro lasciano la casa per trascorrere un periodo di isolamento. Il televoto che coinvolgeva i sopracitati Rossetti e Gnocchi insieme a Wilma Goich e George Ciupilan viene pertanto annullato.[117]
- Giorno 56: A seguito di alcuni controlli dopo il focolaio di COVID-19 sviluppatosi all'interno della casa, viene rilevata la positività di Pamela Prati, eliminata nel corso della puntata di giovedì 10 novembre[118].
- Giorno 57: I quattro concorrenti in isolamento a causa della loro positività al COVID-19, ovvero Attilio Romita, Charlie Gnocchi, Luca Onestini e Patrizia Rossetti, seguono la puntata in collegamento video.
- Giorno 59:  In seguito ai quotidiani controlli medici, Wilma Goich risulta positiva al COVID-19 e di conseguenza lascia la casa per trascorrere un periodo di isolamento.
- Giorno 63:  In seguito ai quotidiani controlli medici, Alberto De Pisis risulta positivo al COVID-19 e di conseguenza lascia la casa per trascorrere un periodo di isolamento.
- Giorno 64: Per eseguire degli accertamenti medici Daniele Dal Moro esce dalla casa in cui rientra il giorno stesso dopo alcune ore.
- Giorno 65: Attilio Romita, Charlie Gnocchi, Luca Onestini, Patrizia Rossetti e Wilma Goich, risultati negativi al COVID-19, rientrano nella Casa.
- Giorno 73: Alberto De Pisis, risultato negativo al COVID-19, rientra nella Casa.
- Giorno 83: In un televoto dove non era prevista un'eliminazione, Daniele Dal Moro risulta il più votato nella nomination, pertanto gli viene conferito un vantaggio. Charlie Gnocchi, essendo il meno votato, viene designato come primo nominato della nomination.
- Giorno 85: Milena Miconi e Riccardo Fogli entrano nella casa in qualità di nuovi concorrenti; nella stessa serata Ginevra Lamborghini rientra nella casa in qualità di ospite per una settimana. Charlie Gnocchi viene eliminato tramite il televoto, ma rientra in gioco, in quanto è il proprietario del bussolotto che consentiva a un solo eliminato degli uomini del gruppo originale di poter ritornare nella casa.
- Giorno 86: Dopo neanche 24 ore dal suo ingresso in casa, Riccardo Fogli viene espulso d'ufficio per aver pronunciato un'espressione blasfema.
- Giorno 90: Davide Donadei e Nicole Murgia entrano nella casa in qualità di nuovi concorrenti. In un televoto dove non era prevista un'eliminazione, Daniele Dal Moro risulta il più votato nella nomination, pertanto gli viene conferito un vantaggio. Infatti a Daniele viene chiesto di scegliere, tra gli altri tre nominati, il nome di un concorrente da mandare direttamente in nomination. La scelta ricade su Sarah Altobello, che viene designata come prima nominata della nomination.
- Giorno 92: Andrea Maestrelli e Dana Saber entrano nella casa in qualità di nuovi concorrenti. Tata Carla entra nella casa in qualità di ospite per due giorni con il compito di riordinare la casa insieme ai concorrenti; nella stessa serata Ginevra Lamborghini lascia la casa dopo la sua settimana di permanenza.
- Giorno 104: Antonino Spinalbese lascia momentaneamente la casa per motivi di salute.
- Giorno 106: Durante la puntata, Patrizia Rossetti abbandona definitivamente la casa per motivi di salute ritirandosi dal gioco. Wilma Goich viene eliminata tramite il televoto, ma rientra in gioco, in quanto è la proprietaria del bussolotto che consentiva a una sola eliminata delle donne del gruppo originale di poter ritornare nella casa.
- Giorno 113: In un televoto dove non era prevista un'eliminazione, Oriana Marzoli risulta la più votata nella nomination, pertanto le viene conferito un vantaggio. Infatti ad Oriana viene chiesto di scegliere, tra gli altri tre nominati, il nome di un concorrente da mandare direttamente in nomination. La scelta ricade su Dana Saber, che viene designata come prima nominata della nomination.
- Giorno 118: Antonino Spinalbese rientra nella casa.
- Giorno 120: Durante la puntata serale, i concorrenti vengono informati da Alfonso Signorini dell’arresto del boss latitante Matteo Messina Denaro. Per la nona volta[senza fonte] la realtà è entrata a far parte del reality: già nel 2001 (in forma indiretta), in seguito agli attentati dell'11 settembre (accaduti tre giorni prima del previsto inizio del programma), la prima puntata della seconda edizione venne posticipata di una settimana; poche settimane più tardi ai partecipanti della medesima edizione venne comunicato l'inizio della Guerra in Afghanistan ad opera degli Stati Uniti; i concorrenti della terza edizione furono informati tramite un videomessaggio (e una bandiera della pace lanciata dalle Iene) della guerra in Iraq; nella quinta edizione del 2004 Barbara D'Urso diede notizia agli inquilini della liberazione delle due volontarie Simona Pari e Simona Torretta, rapite in precedenza in Iraq, mentre nel 2009, durante la nona edizione, i concorrenti vennero informati del terremoto dell'Aquila; nel 2015, durante la quattordicesima edizione, vennero informati degli attentati terroristici del 13 novembre a Parigi, nel 2020 della diffusione della pandemia di COVID-19 in Italia ed infine nel 2022 dello scoppio del Conflitto russo-ucraino.
- Giorno 140: Milena Miconi lascia momentaneamente la casa per motivi personali.
- Giorno 141: Ivana Mrázová, Matteo Diamante e Martina Nasoni entrano nella casa per soggiornare, in qualità di ospiti, a tempo indeterminato. In un televoto dove non era prevista un'eliminazione, Alberto De Pisis risulta il più votato nella nomination, pertanto gli viene conferito un vantaggio. Infatti ad Alberto viene chiesto di scegliere, tra gli altri tre nominati, il nome di un concorrente da mandare direttamente in nomination. La scelta ricade su Nikita Pelizon, che viene designata come prima nominata della nomination.
- Giorno 147: Milena Miconi rientra nella casa.
- Giorno 151: In un televoto dove non era prevista un'eliminazione, Oriana Marzoli risulta la più votata nella nomination, pertanto le viene conferito un vantaggio. Infatti ad Oriana viene chiesto di scegliere, tra gli altri tre nominati, il nome di un concorrente da mandare direttamente in nomination. La scelta ricade su Nikita Pelizon, che viene designata come prima nominata della nomination.
- Giorno 155: Sarah Altobello viene eliminata tramite il televoto, ma rientra in gioco, in quanto è la proprietaria del bussolotto che consentiva a una sola persona eliminata del secondo gruppo di poter ritornare nella casa.
- Giorno 158: Durante la puntata del 23 febbraio, vengono presi provvedimenti per Edoardo Donnamaria, Edoardo Tavassi, Micol Incorvaia e Nicole Murgia, i quali vanno direttamente al televoto.
- Giorno 165: Ivana Mrázová, Martina Nasoni e Matteo Diamante abbandonano la casa dopo una permanenza in qualità di ospiti della durata di 24 giorni.
- Giorno 169: Oriana Marzoli, con il 28,3% della preferenze, vince il televoto che la decreta prima finalista dell'edizione.
- Giorno 172: Edoardo Tavassi viene ammonito per provvedimento disciplinare per atteggiamenti poco consono e linguaggio volgare; Edoardo Donnamaria viene espulso per la violenza verbale usata contro Antonella Fiordelisi.
- Giorno 176: Andrea Maestrelli viene eliminato tramite il televoto, ma rientra in gioco, in quanto è il proprietario del bussolotto che consentiva a una sola persona eliminata del terzo gruppo di poter ritornare nella casa.
- Giorno 179: Micol Incorvaia, con il 33% della preferenze, vince il televoto che la decreta seconda finalista dell'edizione.
- Giorno 180: Dopo numerosi richiami dovuti ai suoi atteggiamenti irrispettosi e volgari, Daniele Dal Moro viene squalificato dal gioco.
- Giorno 183: Sofia Giaele de Donà, con il 48% della preferenze, vince il televoto che la decreta terza finalista dell'edizione.
- Giorno 190: Edoardo Tavassi, con il 54,7% della preferenze, vince il televoto che lo decreta quarto finalista dell'edizione. Nella stessa serata Nikita Pelizon, con il 48% delle preferenze, vince il televoto flash che la decreta quinta finalista dell'edizione.[119]
- Giorno 197: La serata finale di questo GFVIP si apre con le immagini dei finalisti che dalla passerella si rivedono sul led. Alfonso Signorini è in confessionale, da cui entra nella casa per complimentarsi con i finalisti. Dopo una serie di sorprese per i finalisti, il conduttore annuncia il primo verdetto che vede come eliminata della serata Milena, la quale ha perso il televoto settimanale contro Alberto. Arrivati a questo punto tutti i finalisti rimasti vanno in SuperLed dove dovranno scegliere a sorte i piramidali, due solo dei quali hanno il fondo d'oro, mentre I restanti sono rossi. Vincono Alberto e Micol, che ottengono un vantaggio, ovvero la possibilità di scegliere chi sfidare al televoto, e fanno il nome rispettivamente di Giaele e Nikita: Alberto e Giaele, Micol e Nikita e Oriana e Tavassi compongono i tre duelli per l'elezione dei tre Super-Finalisti. Il primo televoto tra Micol e Nikita vede Micol uscirne sconfitta con il 45% dei voti contro il 55% dei voti di Nikita, il secondo vede uscire vincitrice Oriana col 60% delle preferenze, contro il 40% di Tavassi, il terzo televoto vede trionfare Alberto con il 55% dei voti contro il 45% dei voti di Giaele; Micol, Tavassi e Giaele sono, quindi, quarti classificati parimerito. Viene poi aperto un televoto a tre tra Nikita, Oriana ed Alberto per decidere la Finalissima: dopo la chiusura del televoto a tre, Alberto viene decretato terzo classificato con il 5,5% dei voti, contro il 43,5% di Oriana ed il 51% di Nikita. Viene infine aperto l'ultimo televoto della sesta edizione che vede coinvolti le due vincitrici delle sfide precedenti, ovvero Oriana e Nikita. Prima di sapere l'esito del televoto, come da tradizione, le due finaliste spengono le luci della casa e si dirigono verso lo studio dove il conduttore proclama la vincitrice di questa edizione. A trionfare è Nikita con il 52,8% dei consensi, sconfiggendo il 47,2% di Oriana.

## Controversie

### Accuse di bullismo
Nel corso della quarta puntata del 29 settembre 2022, Marco Bellavia ha annunciato un grave malessere psicologico e depressione a fronte di episodi in cui riteneva di essere stato isolato e umiliato da parte degli altri concorrenti del programma. A seguito della richiesta di Marco Bellavia, il conduttore Alfonso Signorini ha comunicato che la redazione e lo psicologo del programma avrebbero preso in considerazione la questione, mentre l'opinionista Sonia Bruganelli ha definito il gruppo di concorrenti "un branco contro di lui". Il 1º ottobre 2022 è stata comunicata la scelta dell'abbandono del programma da parte di Marco Bellavia.
Successivamente all'annuncio, alcuni utenti delle piattaforme sociali hanno accusato il programma televisivo di aver sottovalutato episodi qualificabili come bullismo e di non essere intervenuti con provvedimenti adeguati per limitarli nel corso della trasmissione, chiedendo la squalifica immediata dei concorrenti coinvolti e addirittura la chiusura del programma. Le voci critiche hanno evidenziato Gegia, Giovanni Ciacci, Elenoire Ferruzzi, Charlie Gnocchi, Ginevra Lamborghini, Patrizia Rossetti e Wilma Goich come i principali responsabili. Nei giorni successivi alla comunicazione si è svolta una protesta al di fuori degli studi di Cinecittà.
Numerosi personaggi dello spettacolo, dell'intrattenimento e influencer si sono schierati contro il programma televisivo. Anche alcune testate giornalistiche e siti di informazione hanno espresso disappunto nei confronti degli atteggiamenti dei concorrenti del programma, oltre che alle scelte della produzione, venendo descritta come "una brutta pagina della televisione". 
A seguito di queste accuse, nella puntata del 3 ottobre 2022, Ginevra Lamborghini è stata espulsa per aver "legittimato" il bullismo. Nel corso della medesima puntata, anche Elenoire Ferruzzi, Gegia, Giovanni Ciacci e Patrizia Rossetti hanno ricevuto un provvedimento disciplinare, i quali sono stati candidati ad un televoto flash, che ha determinato l'eliminazione di Giovanni Ciacci. Il caso Bellavia ha dato inoltre il via ad altri risvolti, che hanno coinvolto in particolar modo Gegia. Questa, essendo iscritta all'Ordine degli psicologi della regione Lazio, ha avuto differenti segnalazioni presso l'Ordine, il quale ha accolto le richieste, aprendo un'istruttoria nel confronti della psicologa culminata nella sua espulsione il 31 gennaio seguente. Il successivo 5 ottobre, per ragioni riconducibili al caso Bellavia, è stata comunicata la scelta dell'abbandono del programma da parte di Sara Manfuso.
Il 5 ottobre 2022, il Codacons ha presentato un esposto alla Procura di Roma nei confronti degli autori, conduttore e concorrenti del programma per la "possibile fattispecie di violenza privata" e anche contro la stessa Mediaset, richiedendo all'AgCom di indagare "per la possibile violazione delle disposizioni in materia di programmi televisivi".
Un caso analogo ha avuto come protagonista Nikita Pelizon. Elenoire Ferruzzi, nel corso delle settimane, ha accusato più volte la ragazza di portare sfortuna, dichiarazioni culminate con uno sputo di Elenoire al passaggio di Nikita. A seguito di tali fatti, nel corso della puntata del 27 ottobre il Grande Fratello ha preso un provvedimento disciplinare contro Elenoire, aprendo un televoto flash, in cui il pubblico aveva il compito di decidere se eliminare la concorrente o darle una seconda opportunità. Con il 90% dei voti per la sua eliminazione, Elenoire Ferruzzi lascia definitivamente la casa.

### Accuse di volgarità e contenuti non adatti e trash
Nel corso della trentottesima puntata, andata in onda il 2 marzo 2023, concorrenti e opinionisti hanno iniziato a discutere vivacemente suscitando indignazione da parte del conduttore che li ha rimproverati aspramente. Come da consuetudine, la puntata del 2 marzo 2023 sarebbe dovuta essere trasmessa in replica il giorno successivo su La5. Tuttavia, la replica non è andata in onda. Inoltre, la stessa puntata è stata cancellata dalle piattaforme streaming che pubblicavano i contenuti del reality, ovvero Mediaset Infinity e il sito ufficiale del programma. Ciò sarebbe avvenuto in seguito a una scelta di Pier Silvio Berlusconi, amministratore delegato di Mediaset, a causa di "troppe parolacce e volgarità" causate dalle cose già citate. La produzione ha inoltre stabilito che tutti i concorrenti precedentemente eliminati o squalificati dal gioco non hanno più potuto presenziare in studio, ad eccezione di due o tre presenti invitati espressamente come ospiti dal conduttore. All'apertura della puntata del 6 marzo 2023 il conduttore, dopo le polemiche degli ultimi giorni, stigmatizza la maleducazione dei concorrenti. Successivamente alla vicenda, Edoardo Donnamaria e Daniele Dal Moro, a seguito di comportamenti aggressivi, irrispettosi e volgari verso altri concorrenti e la produzione, sono stati entrambi espulsi dal programma nelle settimane successive al cambio di direttive già esposto dal conduttore.

## Ascolti
| Puntata    | Messa in onda     | Telespettatori | Share  | Ospiti | Presenza ricorrente |
| ---------- | ----------------- | -------------- | ------ | --- | ------------------- |
| 1          | 19 settembre 2022 | 2 636 000      | 21,73% | Pierpaolo Pretelli, Soleil Sorge | –                   |
| 2          | 22 settembre 2022 | 2 266 000      | 19,48% | – | Carmen Russo        |
| 3          | 26 settembre 2022 | 2 447 000      | 17,84% | Giucas Casella, Soraia Allam Cerruti | –                   |
| 4          | 29 settembre 2022 | 2 495 000      | 19,48% | Adriana Volpe, Andrea Gori | Carmen Russo        |
| 5          | 3 ottobre 2022    | 3 313 000      | 25,09% | – | –                   |
| 6          | 6 ottobre 2022    | 2 761 000      | 21,30% | Giovanna Arfili, Marilena Ciupilan | Carmen Russo        |
| 7          | 10 ottobre 2022   | 2 730 000      | 20,86% | Angela Rende | –                   |
| 8          | 13 ottobre 2022   | 2 541 000      | 19,45% | Aurora De Stefani, Rita Papa | Carmen Russo        |
| 9          | 17 ottobre 2022   | 2 652 000      | 20,76% | Alessandro Tulli | –                   |
| 10         | 20 ottobre 2022   | 2 391 000      | 19,31% | – | Carmen Russo        |
| 11         | 24 ottobre 2022   | 2 501 000      | 19,70% | Jessica e Raffaele Pelizon | –                   |
| 12         | 27 ottobre 2022   | 2 602 000      | 20,57% | Emanuela Folliero, Sebastiana e Giuseppe Pireddu | Carmen Russo        |
| 13         | 31 ottobre 2022   | 2 395 000      | 20,33% | Stefano Fiordelisi, Carolina Ghiozzi | –                   |
| 14         | 3 novembre 2022   | 2 659 000      | 20,77% | Alessandro Tulli | Carmen Russo        |
| 15         | 7 novembre 2022   | 2 611 000      | 21,52% | Gianluca Benincasa, Manuela Donda | –                   |
| 16         | 10 novembre 2022  | 2 596 000      | 20,71% | Soraia Allam Cerruti, Andrea De Donà | Carmen Russo        |
| 17         | 14 novembre 2022  | 2 770 000      | 21,91% | Andrea Gori, Guendalina Tavassi, Paolo Ciavarro | Carmen Russo        |
| 18         | 21 novembre 2022  | 2 881 000      | 23,09% | Marilena Ciupilan, Taylor Mega, Clarissa, Jessica e Lulù Hailé Selassié | Carmen Russo        |
| 19         | 28 novembre 2022  | 2 811 000      | 22,83% | Clizia Incorvaia | Carmen Russo        |
| 20         | 5 dicembre 2022   | 2 892 000      | 22,92% | Assunta e Lucia Spinalbese, Mehmet Bozkurt | Carmen Russo        |
| 21         | 10 dicembre 2022  | 2 482 000      | 20,73% | Chicca Bianco, Crista Donnamaria | Carmen Russo        |
| 22         | 12 dicembre 2022  | 2 854 000      | 22,79% | Alessandro Rossi, Francesca Cipriani, Katia Ricciarelli, Michela Dal Moro | Carmen Russo        |
| 23         | 17 dicembre 2022  | 2 104 000      | 16,25% | Emanuela Fuin, Gianlorenzo Fabbri, Ugo Goich | Carmen Russo        |
| 24         | 19 dicembre 2022  | 2 819 000      | 23,20% | Antonio Salatino, Rita Papa, Samara Tramontana, Alessandro Basciano, Sophie Codegoni | Carmen Russo        |
| 25         | 26 dicembre 2022  | 2 416 000      | 19,13% | Matthias De Donà, Soraia Allam Cerruti | Carmen Russo        |
| 26         | 2 gennaio 2023    | 2 951 000      | 21,90% | Mariolina Legrottaglie, Soraia Allam Cerruti | Carmen Russo        |
| 27         | 9 gennaio 2023    | 2 682 000      | 20,10% | Clizia e Salvatore Incorvaia, Cristina Marzoli | Carmen Russo        |
| 28         | 16 gennaio 2023   | 2 570 000      | 19,64% | Valerio Tremiterra, Le Deva | Carmen Russo        |
| 29         | 23 gennaio 2023   | 2 639 000      | 19,10% | Carla Onestini | Carmen Russo        |
| 30         | 30 gennaio 2023   | 2 698 000      | 20,62% | Ivana Mrázová, Gian Pietro Dal Moro, Vincenzo Donnamaria | Carmen Russo        |
| 31         | 6 febbraio 2023   | 2 780 000      | 20,56% | – | Carmen Russo        |
| 32         | 9 febbraio 2023   | 1 790 000      | 10,88% | Francesco Murgia | Carmen Russo        |
| 33         | 13 febbraio 2023  | 2 676 000      | 19,80% | Emanuela Fuin, Monia Maestrelli, Tony Toscano, Mehmet Bozkurt | Carmen Russo        |
| 34         | 16 febbraio 2023  | 2 480 000      | 18,65% | Andrea De Donà | Carmen Russo        |
| 35         | 20 febbraio 2023  | 2 709 000      | 20,31% | Raffaello Tonon, Giusy Altobello | Carmen Russo        |
| 36         | 23 febbraio 2023  | 2 759 000      | 21,07% | Sofia Graiani | Carmen Russo        |
| 37         | 27 febbraio 2023  | 2 899 000      | 21,44% | Ilenia Virno, Pierpaolo Pretelli | –                   |
| 38         | 2 marzo 2023      | 2 574 000      | 19,35% | Tony Toscano, Vincenzo Donnamaria | Carmen Russo        |
| 39         | 6 marzo 2023      | 2 915 000      | 22,64% | Giulia Logozzo | –                   |
| 40         | 9 marzo 2023      | 2 719 000      | 20,43% | Ivana Mrázová, Manila Nazzaro | –                   |
| 41         | 13 marzo 2023     | 2 862 000      | 22,50% | Stefano Fiordelisi, Marco Giro | –                   |
| 42         | 16 marzo 2023     | 2 472 000      | 19,07% | Matteo Materazzi | –                   |
| 43         | 20 marzo 2023     | 2 671 000      | 21,64% | Marilena e Tatiana De Donà | –                   |
| Semifinale | 27 marzo 2023     | 2 857 000      | 20,72% | Agnese, Sofia e Mauro Graiani, Gianmarco Onestini | –                   |
| Finale     | 3 aprile 2023     | 2 871 000      | 24,00% | Sabrina, Jessica, Raffaele e Mauro Pelizon, Clizia, Mattia e Salvatore Incorvaia, Mauro Graiani, Federico, Alessandro e Luciano Tavassi, Cristina Marzoli, Bradford Beck, Pierpaolo Pretelli, Soleil Sorge, Manuela Donda | Carmen Russo        |
| Media      | Media             | 2 649 000      | 20,58% | |                     |

- Nota: La trentaduesima puntata, andata in onda in contemporanea alla terza serata del Festival di Sanremo 2023, risulta essere sia in termini di spettatori (1 790 000) che di share (10,88%) la puntata meno vista nella storia del Grande Fratello VIP.

### Ascolti giornalieri
Canale 5
In questa tabella sono indicati i risultati in termini di ascolto della striscia quotidiana andata in onda dal lunedì al venerdì su Canale 5 alle 16:40 (ad eccezione del 10 e del 17 dicembre 2022, in cui il day-time è stato trasmesso alle 16:00 per la prima volta al sabato) e nel periodo natalizio prima alle 15:15 e in seguito alle 15:40.

| Canale 5          | Settimana 1      | Settimana 2      | Settimana 3      | Settimana 4      | Settimana 5      | Settimana 6      | Settimana 7      | Settimana 8      | Settimana 9      | Settimana 10     | Settimana 11     | Settimana 12     | Settimana 13     | Settimana 14     | Settimana 15     | Settimana 16     | Settimana 17     | Settimana 18     | Settimana 19     | Settimana 20     | Settimana 21     | Settimana 22     | Settimana 23     | Settimana 24     | Settimana 25     | Settimana 26     | Settimana 27     | Settimana 28     |
| ----------------- | ---------------- | ---------------- | ---------------- | ---------------- | ---------------- | ---------------- | ---------------- | ---------------- | ---------------- | ---------------- | ---------------- | ---------------- | ---------------- | ---------------- | ---------------- | ---------------- | ---------------- | ---------------- | ---------------- | ---------------- | ---------------- | ---------------- | ---------------- | ---------------- | ---------------- | ---------------- | ---------------- | ---------------- |
| Martedì           | 1 911 000 23,26% | 1 647 000 20,70% | 1 653 000 22,50% | 1 557 000 19,40% | 1 315 000 17,30% | 1 634 000 21,10% | 1 112 000 12,00% | 1 296 000 16,10% | 1 588 000 17,60% | 1 694 000 15,70% | 1 714 000 17,00% | 1 735 000 16,82% | 1 552 000 16,00% | 1 532 000 17,30% | 1 097 000 11,00% | 1 935 000 18,20% | 1 617 000 16,90% | 1 696 000 16,70% | 1 600 000 16,80% | 1 505 000 16,70% | 1 572 000 16,51% | 1 537 000 17,20% | 1 547 000 17,10% | 1 287 000 13,80% | 1 624 000 18,20% | 1 688 000 18,40% | 1 540 000 18,80% | 1 406 000 17,80% |
| Mercoledì         | 1 818 000 23,18% | 1 517 000 18,90% | 1 402 000 17,80% | 1 481 000 18,60% | 1 452 000 18,90% | 1 398 000 17,60% | 1 543 000 18,40% | 1 363 000 16,00% | 1 638 000 17,90% | 1 831 000 19,10% | 1 803 000 17,80  | 1 592 000 18,40% | 1 769 000 18,47% | 1 476 000 17,20% | 1 015 000 10,80% | 1 542 000 16,10% | 1 726 000 18,50% | 1 602 000 16,80% | 1 847 000 19,00% | 1 522 000 16,70% | 1 453 000 14,90% | 1 537 000 18,00% | 1 564 000 17,80% | 1 389 000 14,70% | 1 579 000 18,90% | 1 671 000 18,90% | 1 386 000 17,90% | 1 308 000 16,90% |
| Giovedì           | 1 756 000 22,30% | 1 400 000 17,00% | 1 524 000 20,50% | 1 582 000 17,80% | 1 390 000 17,80% | 1 583 000 19,80% | 1 575 000 18,40% | 1 303 000 15,50% | 1 545 000 17,30% | 1 712 000 18,00% | 1 576 000 16,80% | 1 670 000 13,40% | 1 684 000 17,10% | 1 499 000 15,90% | 1 606 000 15,90% | 1 747 000 18,40% | 1 556 000 17,40% | 1 549 000 14,60% | 1 776 000 18,50% | 1 737 000 19,00% | 1 582 000 16,12% | 1 568 000 17,90% | 1 641 000 18,80% | 1 295 000 14,60% | 1 740 000 20,00% | 1 598 000 19,30% | 1 557 000 20,00% | 1 596 000 20,20% |
| Venerdì           | 1 554 000 20,04% | 1 534 000 17,60% | 1 669 000 21,60% | 1 432 000 18,20% | 1 548 000 18,40% | 1 286 000 16,10% | 1 348 000 17,50% | 1 550 000 18,30% | 1 576 000 18,10% | 1 655 000 17,70% | 1 746 000 17,20% | 1 402 000 11,40% | 1 696 000 17,80% | 1 199 000 12,40% | 1 481 000 14,20% | 1 043 000 9,70%  | 1 407 000 15,80% | 1 600 000 16,30% | 1 570 000 16,50% | 1 625 000 18,30% | 1 637 000 16,94% | 1 485 000 17,10% | 1 568 000 17,10% | 1 313 000 15,00% | 1 724 000 19,90% | 1 478 000 19,10% | 1 459 000 18,60% | 1 641 000 19,50% |
| Sabato            | non in onda      | non in onda      | non in onda      | non in onda      | non in onda      | non in onda      | non in onda      | non in onda      | non in onda      | non in onda      | non in onda      | 2 020 000 15,40% | 1 616 000 14,10% | non più in onda  | non più in onda  | non più in onda  | non più in onda  | non più in onda  | non più in onda  | non più in onda  | non più in onda  | non più in onda  | non più in onda  | non più in onda  | non più in onda  | non più in onda  | non più in onda  | non più in onda  |
| Lunedì            | 1 686 000 19,00% | 1 787 000 22,90% | 1 715 000 20,60% | 1 423 000 18,40% | 1 556 000 19,50% | 1 229 000 14,50% | 1 469 000 17,50% | 1 911 000 20,80% | 1 816 000 18,50% | 1 741 000 18,30% | 1 610 000 16,39% | 1 751 000 18,60% | 1 772 000 19,40% | 1 202 000 10,90% | 1 614 000 15,70% | 1 831 000 18,80% | 1 657 000 16,20% | 1 813 000 17,70% | 1 802 000 18,60% | 1 837 000 18,10% | 1 601 000 17,80% | 1 685 000 18,90% | 2 380 000 23,20% | 1 748 000 18,90% | 1 641 000 19,20% | 1 499 000 17,30% | 1 631 000 19,30% | 1 564 000 19,10% |
| Media Settimanale | 1 745 000 21,56% | 1 577 000 19,42% | 1 592 000 20,20% | 1 585 000 19,00% | 1 476 000 18,80% | 1 426 000 17,82% | 1 522 000 17,12% | 1 338 000 18,13% | 1 768 000 17,90% | 1 752 000 17,82% | 1 672 000 17,18% | 1 726 000 16,40% | 1 634 000 17,02% | 1 352 000 14,22% | 1 418 000 14,87% | 1 637 000 16,68% | 1 518 000 16,05% | 1 588 000 16,14% | 1 684 000 18,02% | 1 687 000 17,77% | 1 563 000 16,18% | 1 367 000 17,58% | 1 868 000 19,02% | 1 308 000 16,02% | 1 702 000 19,04% | 1 526 000 19,02% | 1 543 000 18,28% | 1 572 000 19,05% |
| Media Finale      | 1 827 000 20,02% | 1 827 000 20,02% | 1 827 000 20,02% | 1 827 000 20,02% | 1 827 000 20,02% | 1 827 000 20,02% | 1 827 000 20,02% | 1 827 000 20,02% | 1 827 000 20,02% | 1 827 000 20,02% | 1 827 000 20,02% | 1 827 000 20,02% | 1 827 000 20,02% | 1 827 000 20,02% | 1 827 000 20,02% | 1 827 000 20,02% | 1 827 000 20,02% | 1 827 000 20,02% | 1 827 000 20,02% | 1 827 000 20,02% | 1 827 000 20,02% | 1 827 000 20,02% | 1 827 000 20,02% | 1 827 000 20,02% | 1 827 000 20,02% | 1 827 000 20,02% | 1 827 000 20,02% | 1 827 000 20,02% |

Italia 1
In questa tabella sono indicati i risultati in termini di ascolto della striscia quotidiana andata in onda dal lunedì al venerdì su Italia 1 alle 13:00.

| Italia 1          | Settimana 1   | Settimana 2   | Settimana 3   | Settimana 4   | Settimana 5   | Settimana 6   | Settimana 7   | Settimana 8   | Settimana 9   | Settimana 10  | Settimana 11    | Settimana 12  | Settimana 13  | Settimana 14  | Settimana 15  | Settimana 16  | Settimana 17  | Settimana 18  | Settimana 19  | Settimana 20  | Settimana 21  | Settimana 22  | Settimana 23  | Settimana 24  | Settimana 25  | Settimana 26  | Settimana 27  | Settimana 28  |
| ----------------- | ------------- | ------------- | ------------- | ------------- | ------------- | ------------- | ------------- | ------------- | ------------- | ------------- | --------------- | ------------- | ------------- | ------------- | ------------- | ------------- | ------------- | ------------- | ------------- | ------------- | ------------- | ------------- | ------------- | ------------- | ------------- | ------------- | ------------- | ------------- |
| Martedì           | non in onda   | 631 000 5,40% | 752 000 6,60% | 699 000 6,20% | 586 000 5,10% | 575 000 5,00% | 835 000 6,50% | 566 000 5,10% | 586 000 5,00% | 460 000 3,50% | 540 000 4,50%   | 575 000 5,07% | 719 000 5,90% | 541 000 4,80% | 735 000 5,90% | 589 000 4,60% | 535 000 4,50% | 658 000 5,20% | 519 000 4,30% | 554 000 4,80% | 589 000 4,71% | 601 000 5,20% | 609 000 5,00% | 571 000 4,50% | 548 000 4,80% | 496 000 4,30% | 560 000 4,70% | 547 000 4,90% |
| Mercoledì         | 597 000 5,30% | 522 000 4,50% | 237 000 3,90% | 645 000 5,70% | 553 000 5,00% | 550 000 4,90% | 741 000 6,50% | 575 000 5,00% | 660 000 5,30% | 533 000 4,60% | 613 000 5,00%   | 565 000 5,20% | 645 000 5,30% | 455 000 4,30% | 736 000 5,80% | 698 000 5,80% | 563 000 4,70% | 599 000 4,90% | 749 000 6,10% | 538 000 4,70% | 626 000 4,96% | 526 000 4,50% | 504 000 4,40% | 639 000 5,30% | 590 000 5,10% | 545 000 4,60% | 583 000 5,20% | 570 000 5,10% |
| Giovedì           | 559 000 5,10% | 611 000 5,40% | 657 000 6,90% | 601 000 5,10% | 686 000 5,90% | 614 000 5,60% | 611 000 5,50% | 582 000 5,20% | 656 000 5,90% | 465 000 4,00% | 709 000 6,20%   | 744 000 5,80% | 514 000 4,40% | 441 000 4,00% | 651 000 5,40% | 735 000 5,90% | 573 000 4,80% | 633 000 5,00% | 593 000 4,90% | 569 000 4,90% | 518 000 4,09% | 610 000 5,30% | 608 000 5,30% | 569 000 4,70% | 501 000 4,40% | 609 000 5,20% | 548 000 4,80% | 494 000 4,40% |
| Venerdì           | 674 000 5,70% | 599 000 5,30% | 587 000 5,40% | 553 000 5,10% | 523 000 4,60% | 567 000 5,10% | 572 000 5,00% | 653 000 6,00% | 553 000 4,90% | 448 000 3,90% | 1 746 000 4,90% | 636 000 4,90% | 503 000 4,40% | 514 000 4,60% | 644 000 5,40% | 533 000 4,30% | 580 000 4,90% | 625 000 5,10% | 666 000 5,50% | 737 000 6,40% | 586 000 4,72% | 589 000 5,20% | 504 000 4,40% | 594 000 5,20% | 585 000 5,10% | 545 000 4,90% | 532 000 4,60% | 538 000 4,70% |
| Lunedì            | 830 000 6,20% | 612 000 5,50% | 712 000 6,10% | 639 000 5,60% | 615 000 5,40% | 789 000 6,60% | 614 000 4,40% | 650 000 5,40% | 520 000 4,60% | 468 000 3,80% | 560 000 4,74%   | 595 000 5,00% | 564 000 4,90% | 675 000 5,70% | 723 000 5,70% | 623 000 5,20% | 584 000 4,50% | 616 000 5,00% | 583 000 4,80% | 605 000 4,60% | 533 000 4,50% | 654 000 5,40% | 699 000 5,50% | 625 000 5,10% | 610 000 5,10% | 599 000 4,80% | 554 000 4,80% | 665 000 5,60% |
| Media Settimanale | 665 000 5,62% | 595 000 5,21% | 691 000 6,13% | 661 000 5,48% | 623 000 5,02% | 619 000 5,44% | 608 000 5,24% | 642 000 4,98% | 602 000 5,12% | 478 000 4,93% | 694 000 5,13%   | 613 000 4,97% | 496 000 4,18% | 496 000 4,88% | 722 000 5,12% | 704 000 5,23% | 512 000 4,08% | 605 000 5,02% | 598 000 4,92% | 612 000 4,98% | 548 000 4,03% | 602 000 5,04% | 604 000 5,00% | 578 000 5,08% | 518 000 4,86% | 523 000 4,97% | 532 000 4,68% | 575 000 5,08% |
| Media Finale      | 698 000 5,73% | 698 000 5,73% | 698 000 5,73% | 698 000 5,73% | 698 000 5,73% | 698 000 5,73% | 698 000 5,73% | 698 000 5,73% | 698 000 5,73% | 698 000 5,73% | 698 000 5,73%   | 698 000 5,73% | 698 000 5,73% | 698 000 5,73% | 698 000 5,73% | 698 000 5,73% | 698 000 5,73% | 698 000 5,73% | 698 000 5,73% | 698 000 5,73% | 698 000 5,73% | 698 000 5,73% | 698 000 5,73% | 698 000 5,73% | 698 000 5,73% | 698 000 5,73% | 698 000 5,73% | 698 000 5,73% |